# Saint-Guénolé (Penmarc'h)
Pour les articles homonymes, voir Saint Guénolé.
Saint-Guénolé est le quartier nord-ouest — formant une agglomération distincte — de la commune de Penmarc'h, en pays Bigouden, dans le Finistère. Important port de pêche, il est en 2012, dans le classement des ventes en criée des bateaux français, le cinquième port de pêche de France en tonnage, et le septième en valeur. Il est le quatrième port sardinier de France.

## Géographie

### Une pointe exposée
Le port de Saint-Guénolé est situé au nord de la pointe de Penmarc'h, dont il est séparé par l'anse de La Joie. Il est protégé par l'île Conq au nord-ouest et par la presqu'île Kragen au sud. Le port originel comporte une grande passe, au nord de l'île Conq, et une petite passe au sud. En 1949, la grande passe est barrée d'une digue. La petite passe, ouverte aux vents d'ouest, est réputée dangereuse par gros temps.
En raison de sa situation péninsulaire face aux vents de sud-ouest, la localité est particulièrement exposée aux risques de tempête et de submersion marine lors des marées à fort coefficient, comme l'illustrent par exemple les tempêtes du 1er janvier 2014 et 5 février 2014 et les submersions marines, improprement appelés raz-de-marée de la nuit du 1er au 2 février 1904 et du 8 au 9 janvier 1924, mais la liste complète en serait fort longue.

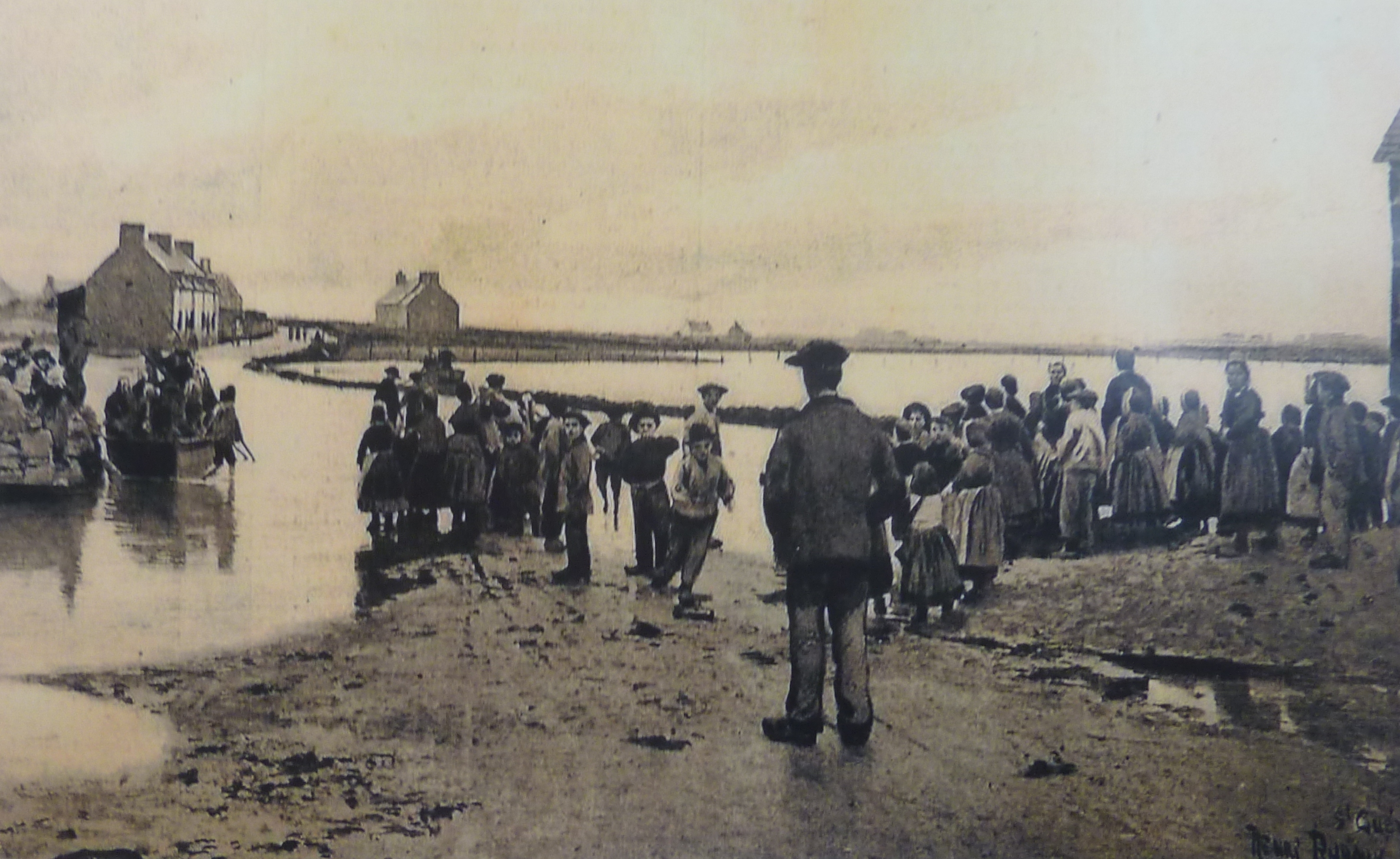
Saint-Guénolé : le raz-de-marée de la nuit du 1 au 2 février 1904.
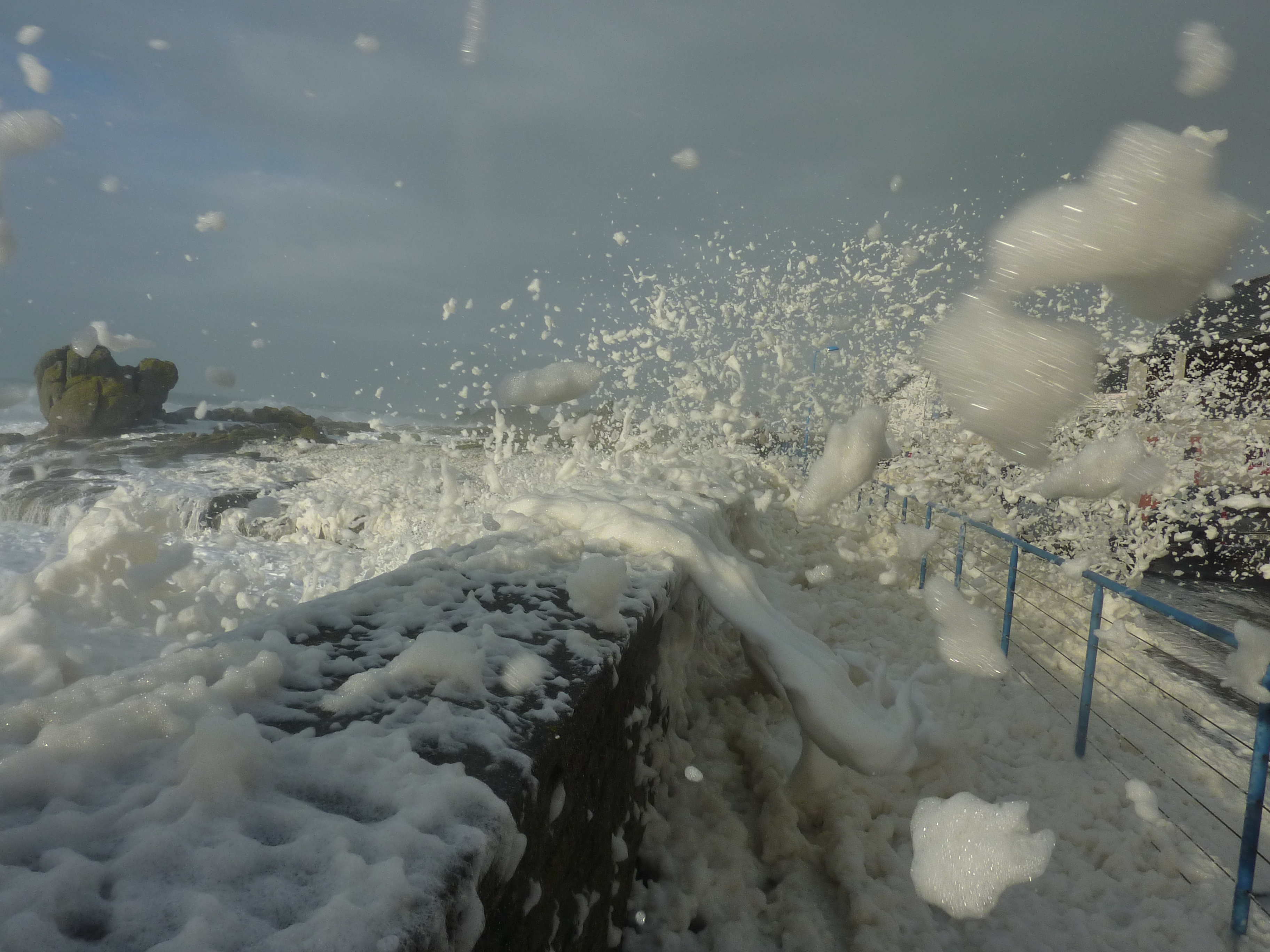
La tempête du 1er janvier 2014 à Saint-Guénolé - 5.
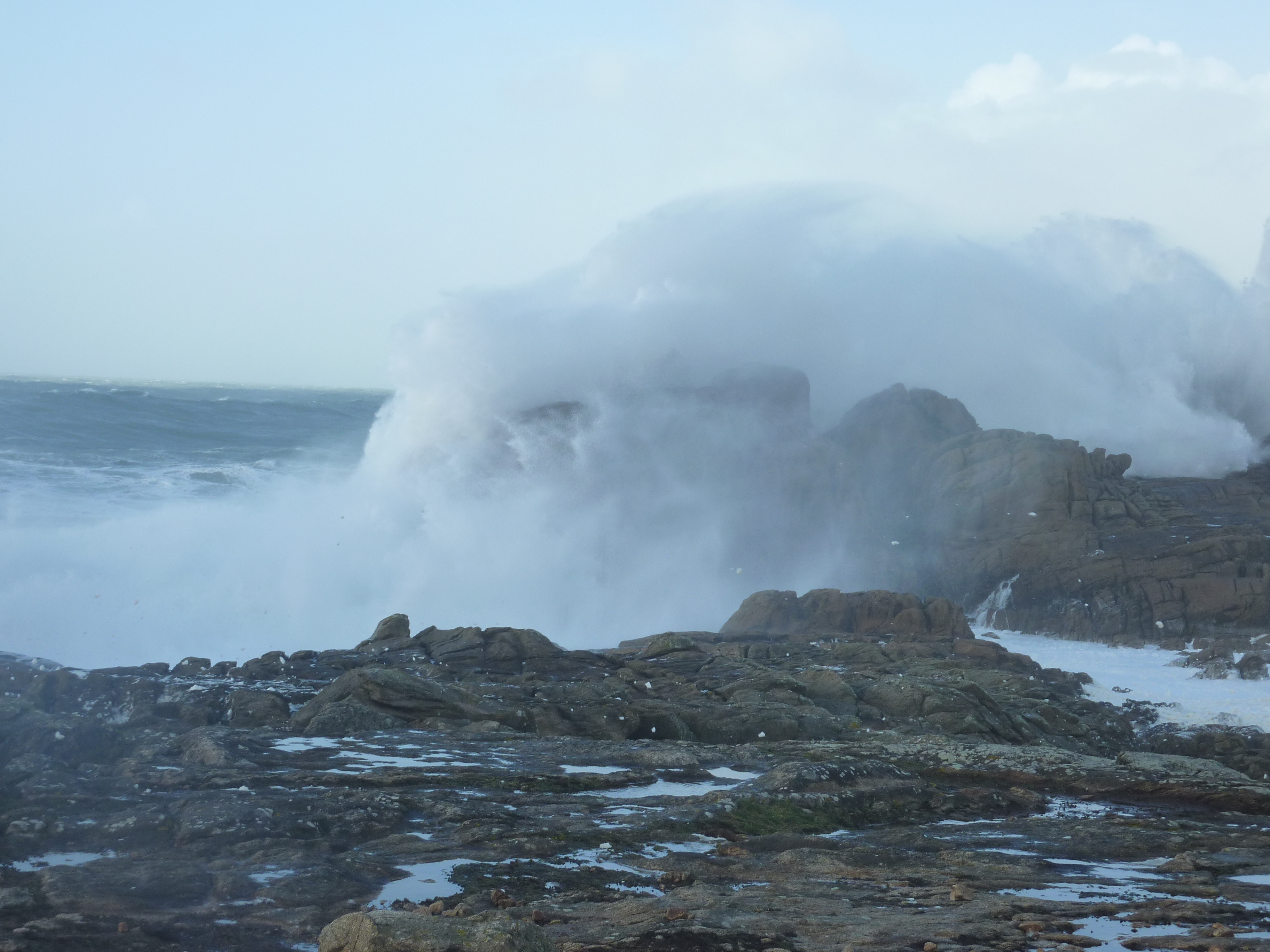
La tempête du 5 février 2014 à Saint-Guénolé : vagues dans les rochers de Saint-Guénolé - 1
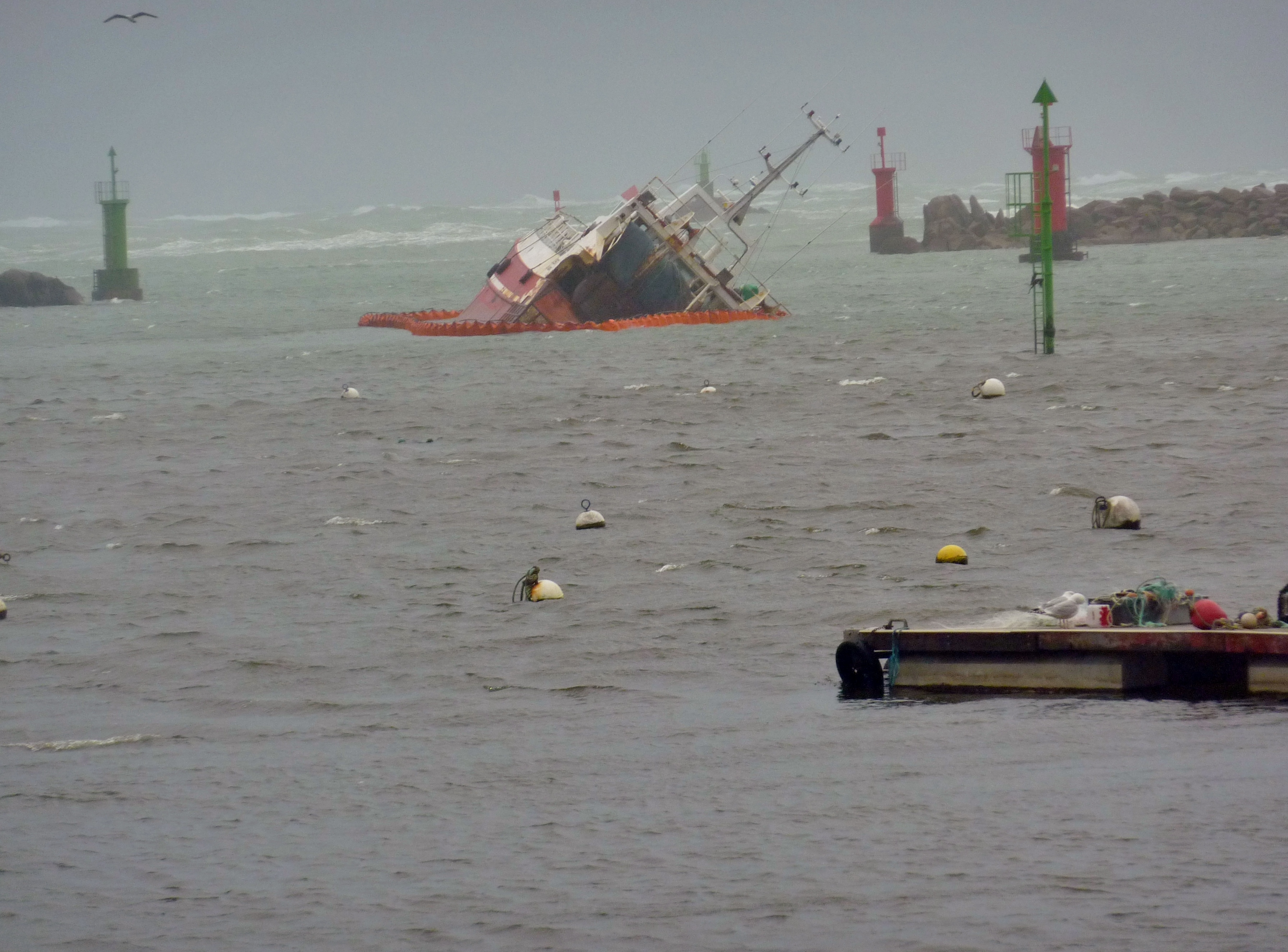
Le chalutier L'Estran échoué sur des rochers à la sortie du port de Saint-Guénolé entre le 20 et le 30 janvier 2014.
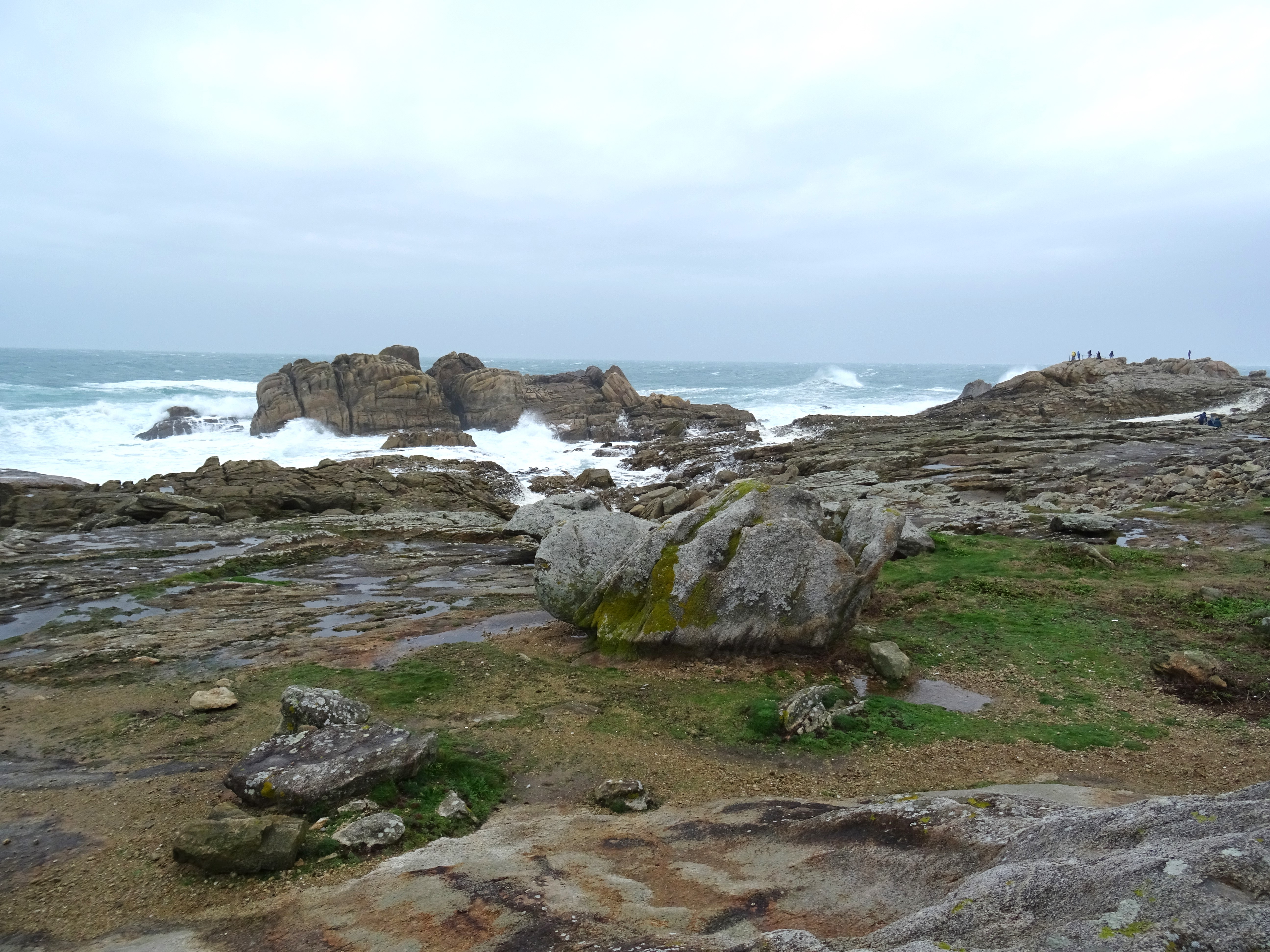
Les rochers de Saint-Guénolé un jour de mer forte (mai 2022) 1.
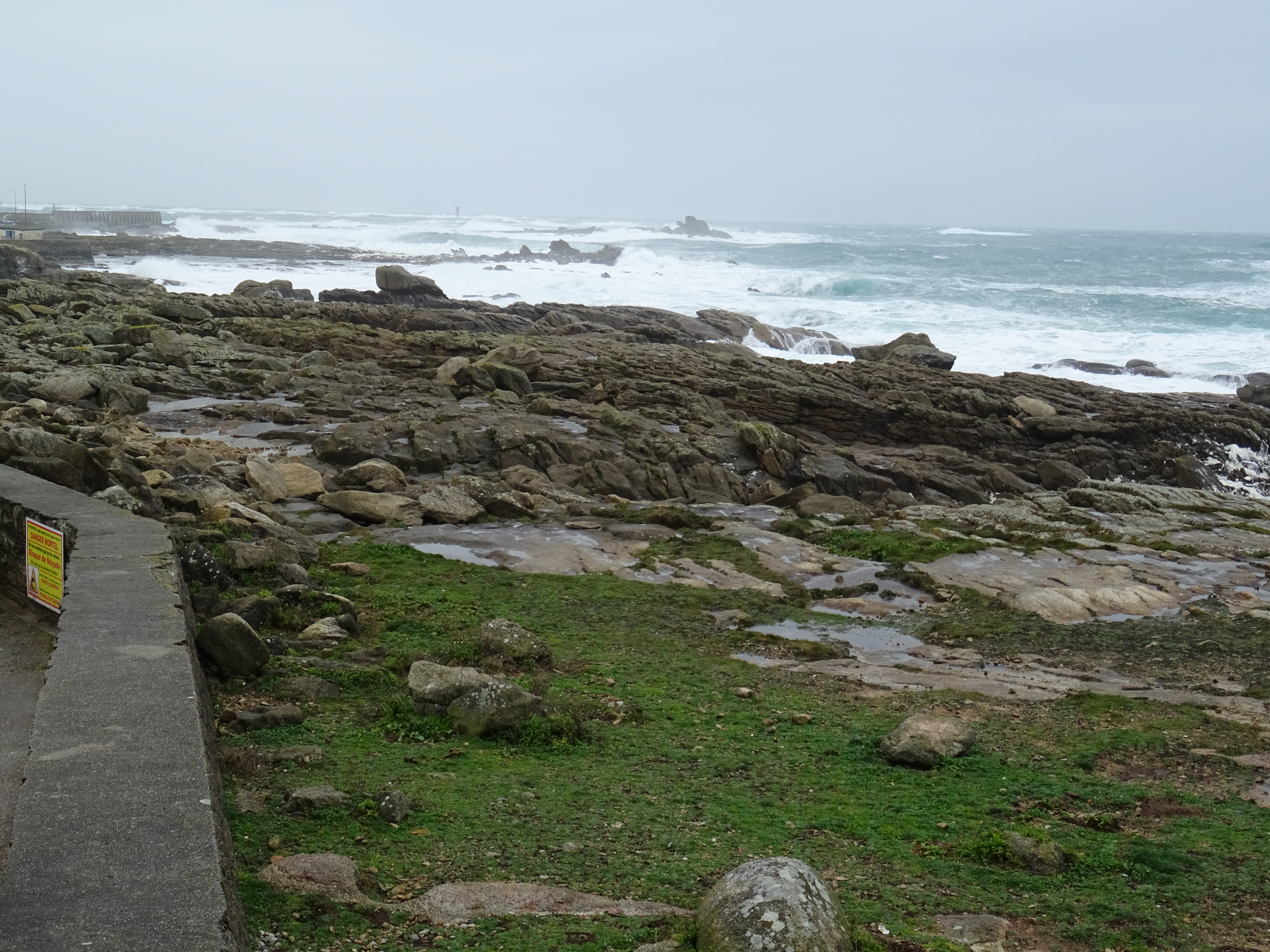
Les rochers de Saint-Guénolé un jour de mer forte (mai 2022) 2.

Marcel Proust a décrit la violence de la tempête à Penmarch en 1895 dans son roman Jean Santeuil :

« Et ce fut par un beau soleil attachés ensemble pour offrir quelque résistance au vent, ils montèrent la rue, puis le chemin qui monte vers les rochers, d'où lon peut voir la mer. La violence de tout devenait de plus en plus incroyable. On ne distinguait pas au passage ce qui vous croisait en volant, tant cela volait vite. Sans voir la mer, et à une lieue d'elle on recevait des paquets d'eau dans la figure. Il commençait à pleuvoir et on ne recevait pas de pluie qui au lieu de tomber était emportée par le vent. Ils arrivèrent en haut de l'éminence, quand, tout à coup, ils entrèrent dans le royaume du vent dont ces collines défendaient l'entrée, et ils durent y entrer malgré eux à genoux, car sa force n'avait pas encore été éprouvée et à laquelle ils ne s'attendaient pas, les souleva de terre et les jeta quelques pas plus loin, prosternés, accrochés des pieds et des mains au sol pour s'y retenir, n'osant pas relever la tête pour ne pas être étouffés. »

Auguste Dupouy décrit ainsi la pointe de Penmarc'h : « En vérité je vous le dis, il semble impossible de trouver ailleurs une mer aussi prodigieusement remuant et irascible. Le moindre air de vent la hérisse (...). Quand elle fait ses tours de force, qu'elle donne ses séances à grand spectacle, c'est bien : on prend sa place à terre et on regarde, si l'on veut, aussi longtemps que ça dure, puisque c'est gratuit. Mais quand on est dessus, il y a des sautes d'humeur qu'on ne lui passe pas volontiers. On peut l'aimer : mais on n'est jamais tout à fait tranquille avec elle ».

### Géologie
Sur le plan géologique, la pointe fait partie du domaine sud armoricain du Massif armoricain marqué par le cisaillement sud-armoricain. Cette immense faille se manifeste essentiellement par des roches magmatiques de type granite armant les reliefs qui constituent les contreforts du haut pays bigouden.
Les rochers de Saint-Guénolé sont constitués de leucogranite dit de Pont-l'Abbé. Ce leucogranite est un granite de teinte claire à deux micas (biotite et muscovite) ; il est le plus souvent à gros grain, mais peut aussi présenter un aspect plus feuilleté ou être fissuré par des diaclases, donnant alors à cause de l'érosion des chaos granitique (comme aussi ceux de la Pointe de la Torche en Plomeur ou encore ceux du Goudoul et de Men ar Groaz à Lesconil) dont la forme a fécondé l'imaginaire populaire.
Certains oronymes (Oreilles de lapin, Tête de cheval ou Tête de veau, Tortue, Flûte ou baguette de pain) sont peut-être nés de l’imagination des premiers touristes dans la région au XIXe siècle. Ces noms furent assimilés par les gamins et gamines du « Ménez » (vaste « placître » dominant légèrement la mer) qui se transformaient volontiers en guides en échange de quelques pièces. Les premiers éditeurs de cartes postales contribuèrent à les populariser et à fixer ces noms.
- Rochers de Saint Guénolé (vidéo).

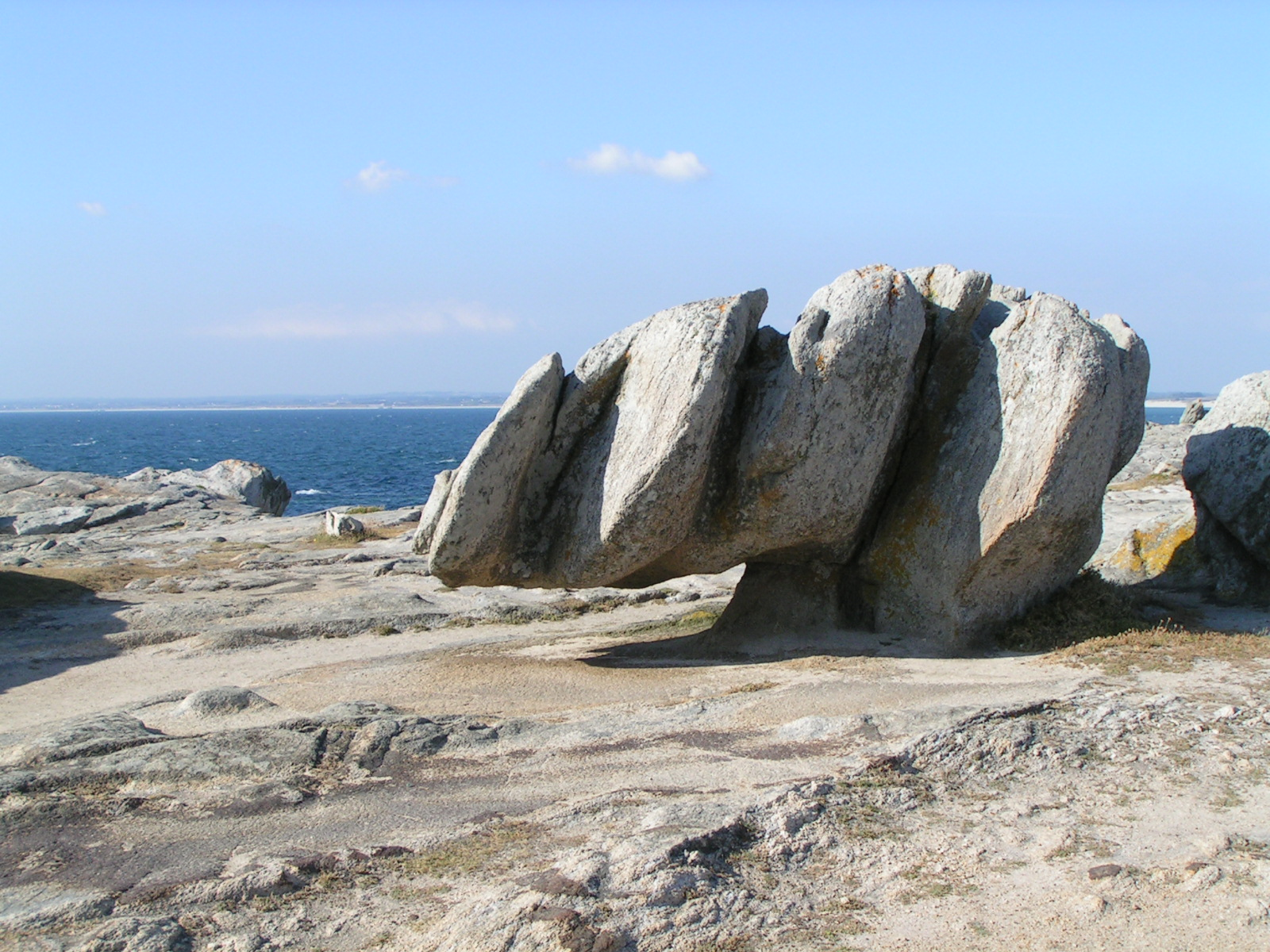
LeTriceratops, appelé aussi Rhinocéros ou Tire-bouchon

## Toponymie
Le nom breton est Sant-Wennole en breton, anciennement Enez Raden (île Fougère).

## Histoire

### Moyen Âge

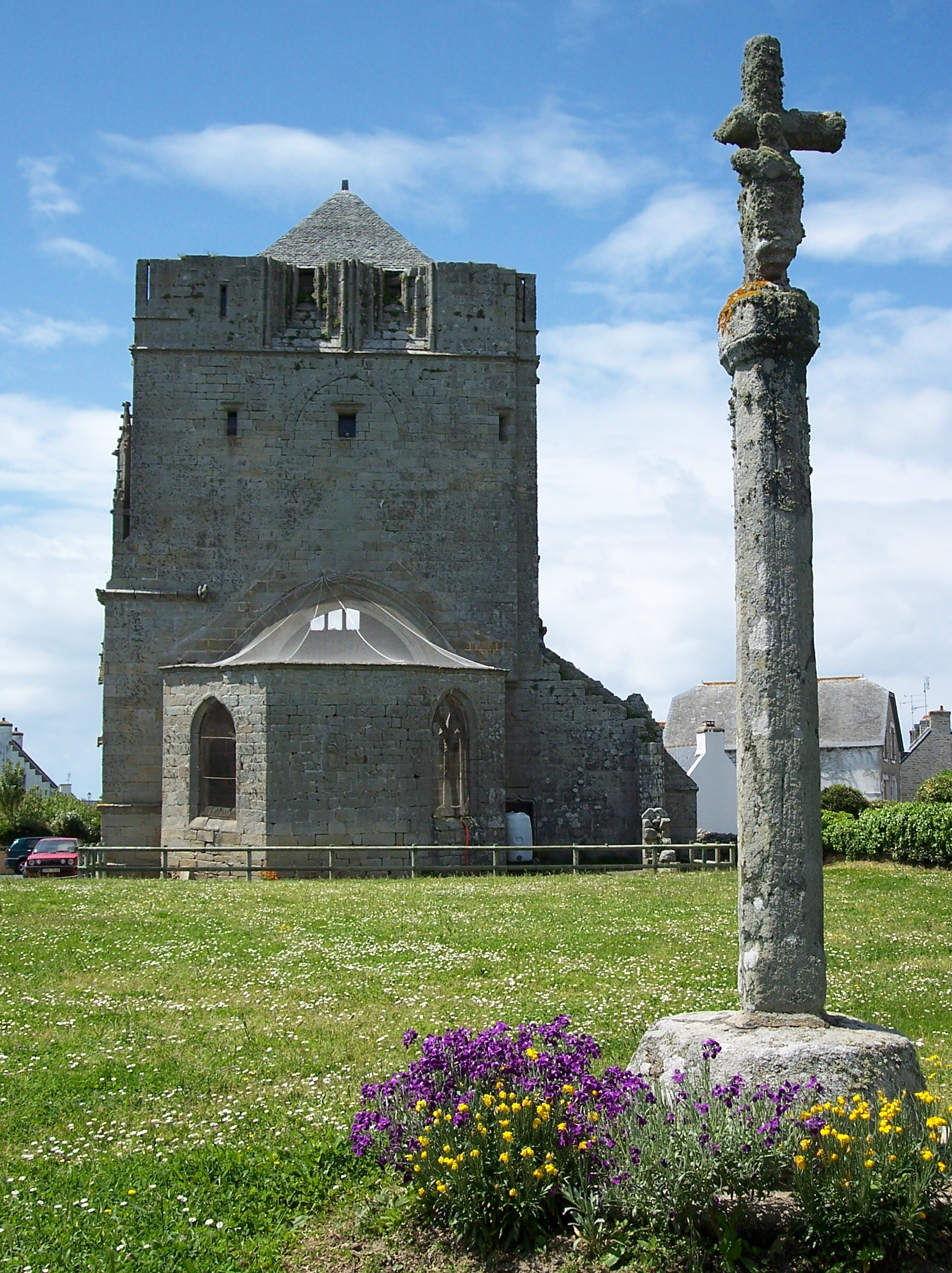
Tal an Tour Gwenole (la Tour carrée de Saint Guénolé), vestige de l'église du XVe siècle.

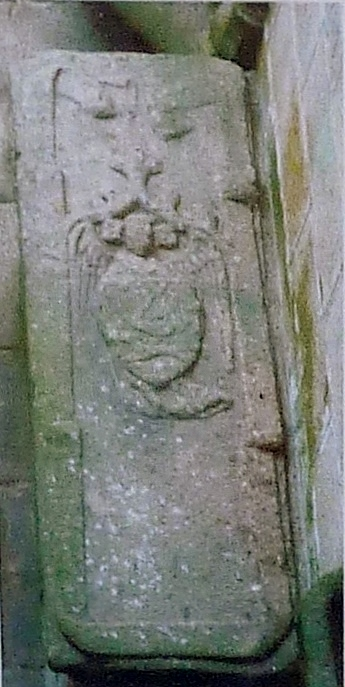
Tour carrée : le tombeau orné du blason de la famille de Kermorvan

Saint-Guénolé est  « de temps immémorial » une trève de la paroisse de Beuzec-Cap-Caval. En 1301, Raoul, recteur de Beuzec, y construit une chapelle qui s'avéra vite être trop petite pour la population de Saint-Guénolé alors en pleine expansion. Cinq bateaux de Saint-Guénolé sont mentionnés comme fréquentant le port de Bordeaux en 1308-1309.
Au XVe siècle, le port est florissant et peuplé, grâce à l'activité de la pêche (merlu, congre, julienne). Les habitants remplacent alors leur petite chapelle par une église de vastes dimensions (la nef mesure 38 mètres). Elle est terminée en 1488 — à l'exception de la tour (Tal an Tour, ou « la Tour carrée »), qui ne le sera jamais. L'année suivante, les tréviens obtiennent du pape Innocent VIII l'érection de cet édifice en église succursale de la paroisse de Beuzec. Ce qui veut dire que l'église a un prêtre desservant, pour qui les tréviens doivent construire une résidence. Mais ils ont toujours l'église de Beuzec pour église mère, et leur recteur reste celui de Beuzec. Plusieurs familles nobles contribuèrent aussi à la construction de nouvel édifice, les Penmorvan (qui y ont leur pierre tombale), les Kernizan, les Du Chastel, les barons du Pont et même le duc de Bretagne.

### Époque moderne
En 1716, l'église est à moitié en ruine, sans que l'on en connaisse la cause : destruction par La Fontenelle en 1596 ? manque d'entretien de la part d'une population dont le port périclite ? En 1722, une ordonnance épiscopale interdit tout culte dans l'édifice, par mesure de sécurité (le Saint-Sacrement est alors transporté dans la chapelle Saint-Fiacre).
Jean Le Herrou, recteur de Beuzec, décrit ainsi l'église Saint-Guénolé en 1744 :

« Elle a de longueur, du pignon orient au carré de la tour, 112 pieds, et 22 pieds de large dans la nef, et 11 pieds de largeur dans le bas-côté, sans compter le mur de refente qui a 2 pieds ; le dit mur a neuf arcades soutenus de 8 piliers ronds, non compris les deux pignons. Dans le mur du côte du midi, 8 fenêtres sans vitres ; au pignon d'orient est l'emplacement d'une maîtresse-vitre (...) [et] le maître-autel en pierre. (...) La dame Catherine d'Ernothon, épouse de Louis d'Argouges, chevalier marquis de Raves, baron du Pont, déclare avoir (...) plusieurs prééminences en cette église qu'elle est hors d'état d'en donner la preuve car la plupart des titres anciens ont péri par l'injure du temps ou consumé par le feu des gens ds guerres civiles. (...) Toute l'église est découverte, les fermes sont très endommagées ; sur les sablières de bois se trouvent plusieurs écussons aux armes de France et de Bretagne.(...) Le tout en entier paraît un ouvrage digne d'être fini et conservé. (...) »

Cette réédification n'eut jamais lieu.

### Révolution française et Empire
Le 23 août 1794 la frégate française Volontaire et les corvettes l' Espion et l' Alerte furent attaquées par une escadre de six bateaux anglais. La Volontaire parvint à s'échouer volontairement près de la Pointe de la Torche ; l' Alerte et l' Espion s'échouèrent sur le récif de la Gamelle au sud du port d'Audierne ; l' Espion parvint à se déséchouer ; par contre l' Alerte n'y parvint pas et son épave gît près du récif de la Gamelle.
L'épave du Volontaire a été retrouvée en 2020 et identifiée officiellement en 2021 dans la baie de Pors Carn au sud de la Pointe de la Torche.
Au moment du Concordat, en 1802, la paroisse de Beuzec-Cap-Caval disparaît : la trève de Saint-Guénolé est rattachée à Penmarc'h.

### LeXIXesiècle

#### La réparation de la Tour carrée
En 1845, l'architecte Joseph Bigot fit poser un toit en tuiles creuses sur la Tour carrée et construisit une chapelle attenante dans laquelle des messes purent être célébrées et utilisée aussi les jours de pardons. Le porche sud de l'ancienne église existait encore en 1863, mais il fut acheté par Armand du Châtellier qui l'utilisa pour la chapelle de sa propriété de Kernuz en Pont-l'Abbé.
En 1899, la Tour carrée est dans un triste état : « Un petit édicule (...) renferme une chapelle qui n'est plus employée au culte. L'intérieur du donjon est du reste transformé en grange et il faut s'adresser dans une masure voisine pour s'en faire ouvrir la porte » dit une description de l'époque. La Tour carrée fut classée monument historique le 7 février 1916 et utilisée alors épisodiquement entre les deux guerres mondiales pour y célébrer des messes. Un projet de reconstruction échoua en 1944, et la Tour carrée fut à nouveau abandonnée, servant de terrain de jeu aux enfants du quartier et d'abri pour les clochards. Une association de sauvegarde,, créée en 1993, s'occupe désormais de sa réhabilitation et y organise des expositions.

#### Le drame du10 octobre 1870

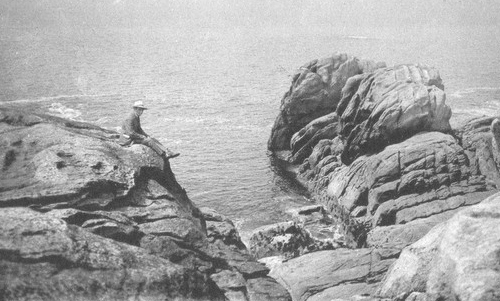
Rochers près de la Roche des victimes (drame du 10 octobre 1870)

Ce jour-là, le Préfet du Finistère, Gustave Levainville, vient pique-niquer en famille sur le plus haut rocher de Saint-Guénolé : une vague déferlante emporte sa femme, sa fille et fait trois autres victimes de sa famille. Une croix fut scellée dans la roche pour commémorer cette tragédie ; les complaintes de l'époque s'emparèrent de ce fait divers et le rocher concerné prit le nom de Roche des victimes ou Rocher du Préfet ou Rocher du Préfet.
Dans les années 1880, des travaux sont entrepris pour rallonger la vieille jetée, dont on ignore la date de construction.

#### L'aménagement du port
Une cale de 150 mètres de long sur 4 à 5 mètres de large est construite à la fin du XIXe siècle. En 1932, un brise-lames de 425 m de long est construit pour protéger le port des vents dominants.
L'usine Béziers, construite en 1873, fut la première conserverie (on disait alors "friture") créée à Saint-Guénolé (elle fut reprise en 1941 par la société Lebeaupin, de Nantes).

#### Saint-Guénolé décrit en 1894

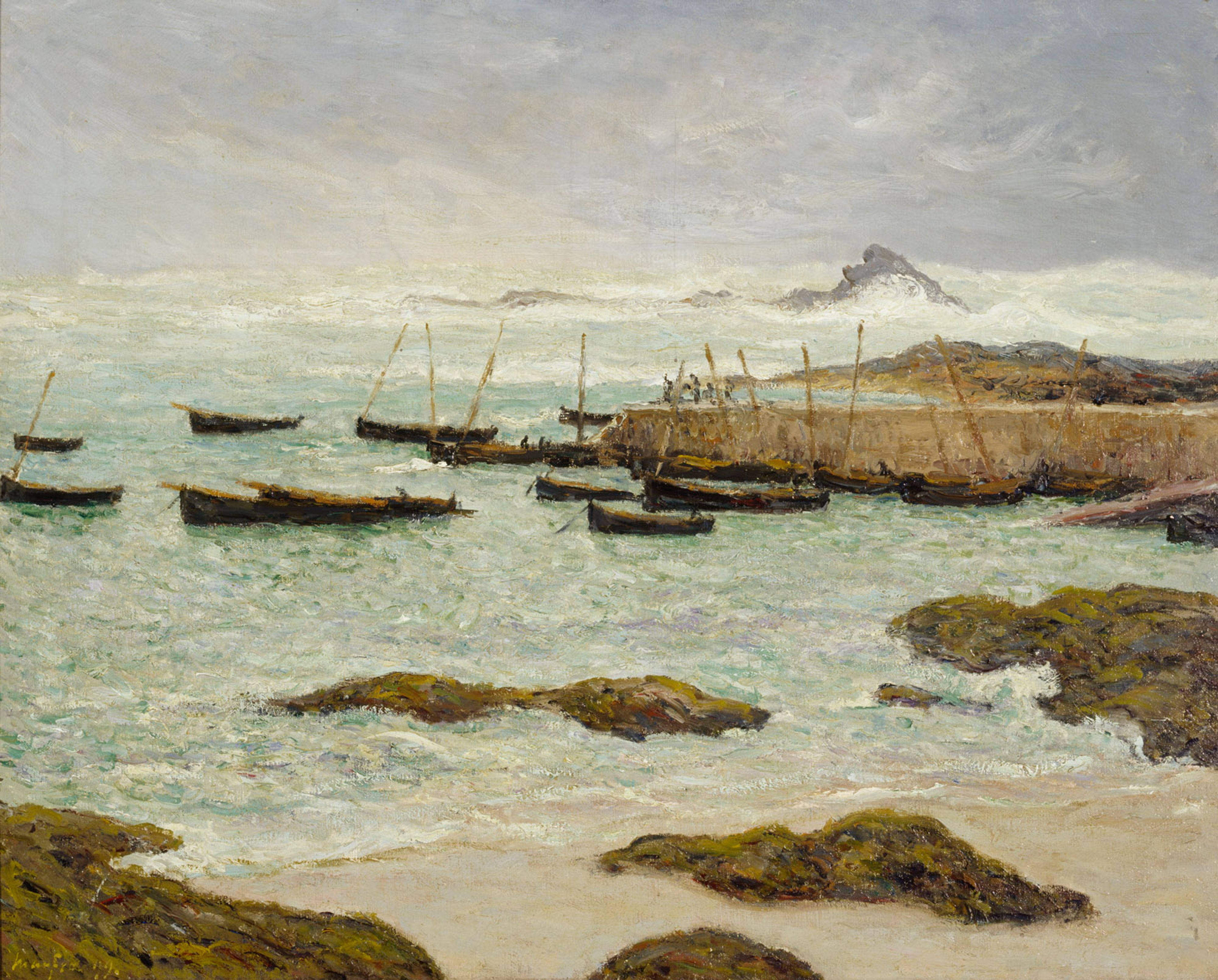
Saint Guénolé, 1899
Maxime Maufra
Galerie nationale de Finlande

Gabriel Puig de Ritalongi décrit ainsi Saint-Guénolé en 1894 : « La bourgade, dont la création ne remonte guère qu'à 1880, est déjà pourvue de deux hôtels confortables. (...) Six fritures en pleine exploitation mouvementent cette bourgade appelée à devenir, d'ici peu, un gros bourg, peut-être même une ville, le poisson ayant une tendance marquée à abandonner Guilvinec pour ces parages et les bateaux accostant plus facilement par gros temps à ce port qu'à Guilvinec » 

### LeXXesiècle

#### Saint-Guénolé au début duXXesiècle

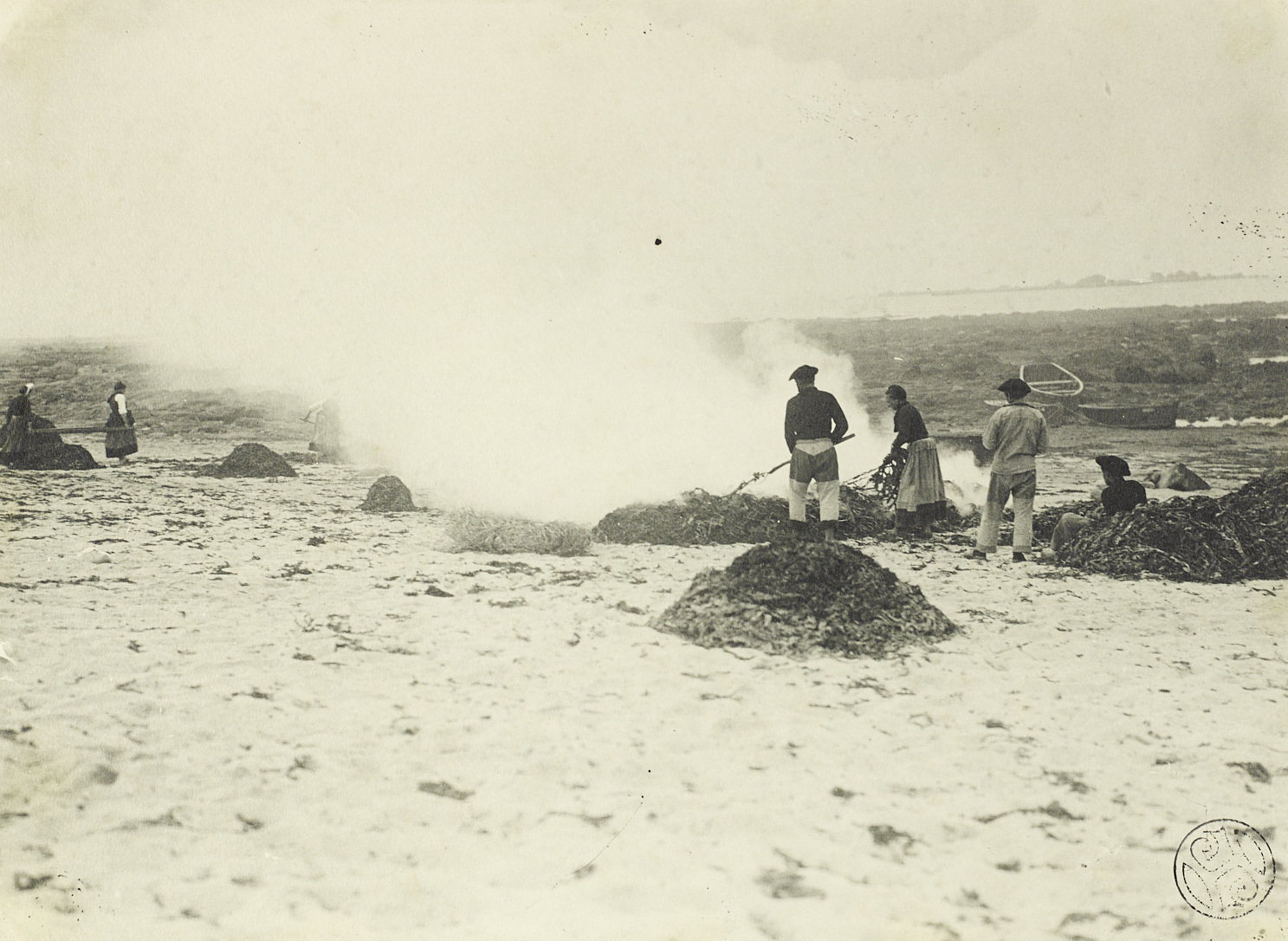
Le Brûlage du goémon à Saint-Guénolé-Penmarch en 1913
Musée de Bretagne

Selon Charles Géniaux qui écrit son article en 1911, « le petit port de Saint-Guénolé, jadis un hameau de quelques feux, a pris depuis une trentaine d'années beaucoup d'extension à cause de la pêche à la sardine et des huit friteries [conserveries de sardines] qui s'y sont installées ».

#### La station de sauvetage de Saint-Guénolé
La station de sauvetage est créée en 1889 : la maison-abri est située à l'est du port ; son canot de sauvetage, dénommé Maman Poydenot est financé par le mari de celle-ci, Jean Bernard Paul Poydenot, qui décéda en 1890. C'est un canot en bois, à voile et à dix avirons qui resta en fonctions (il fallait le tirer sur la grève sablonneuse) jusqu'en 1952, date où il est alors remplacé par un canot à moteur, le Capitaine de vaisseau Richard, canot long de 14,2 mètres, installé dans un nouvel abri situé cette fois à l'ouest du port et équipé d'une rampe de lancement. Le Prince d'Eckmühl, long de 17,6 mètres, lui succède en 1995 et est amarré au fond du port.

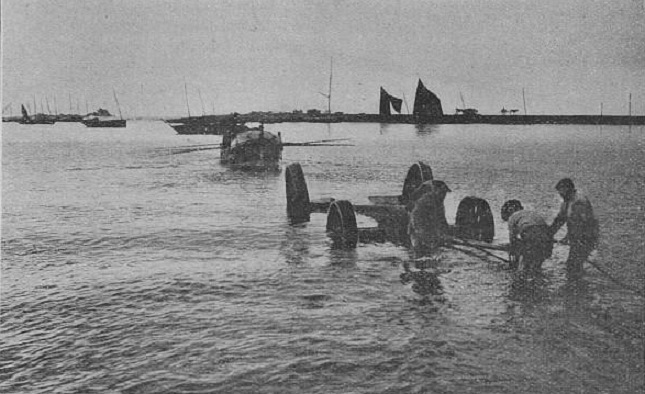
Le lancement du canot de sauvetage Maman Poydenot (en 1911)
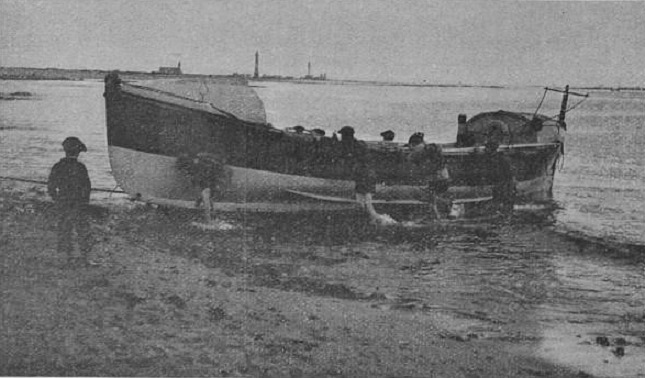
La rentrée du canot de sauvetage Maman Poydenot (en 1911)
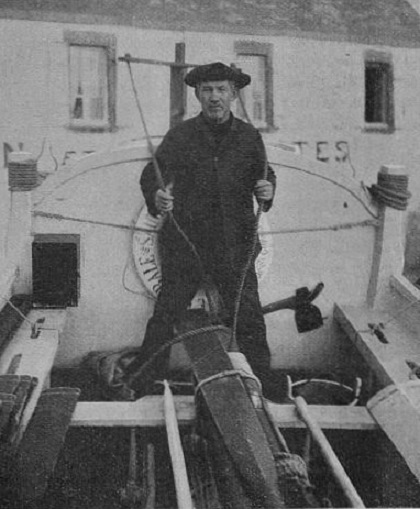
Louis Auffret, patron du canot de sauvetage Maman Poydenot, à bord de son bateau (en 1911)
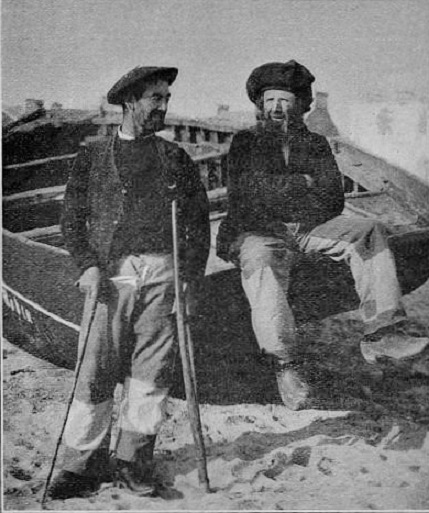
Le sous-patron du Maman Poydenot, blessé à bord et Drezen, le maître-canotier, en 1911
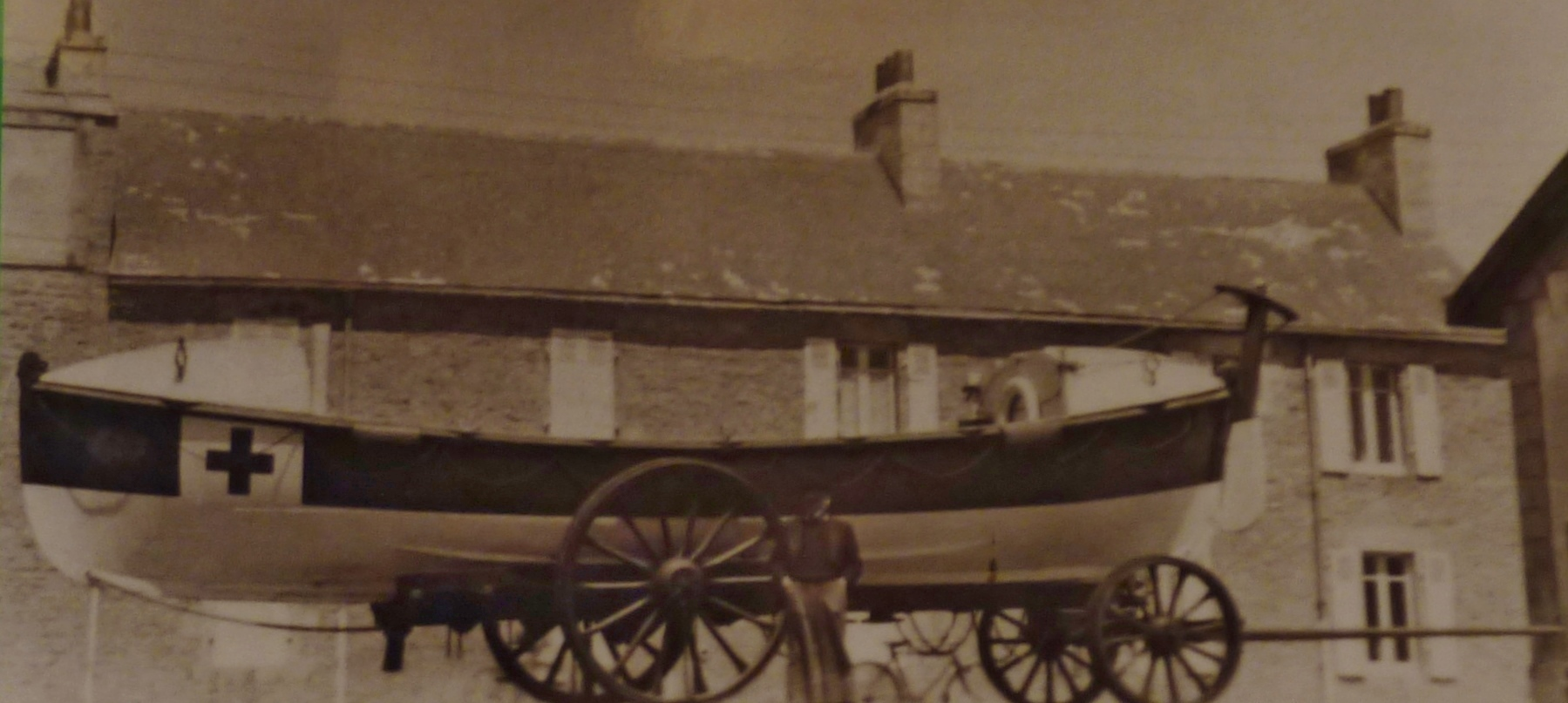
Le canot de sauvetage Maman Poydenot devant son abri pendant la Seconde Guerre mondiale

Charles Géniaux, après avoir évoqué les nombreux sauvetages effectués par le Maman Poydenot, a décrit l'incommodité de la station de sauvetage de Saint-Guénolé au début du XXe siècle :

« Lorsque les navires naufragés se sont échoués à la Pointe de la Torche et que la mer démontée empêche le canot de sauvetage de franchir la passe qui ferme le port de Saint-Guénolé, on n'a d'autre ressource que d'atteler le canot et de le conduire à travers trois kilomètres de mauvais sentiers et de sable, poussé par la population. Quel spectacle inouï que cette chevauchée par une nuit de tempête, balayée par les éclairs du phare et déchirée par les meuglements de la sirène ! »

À la fin de février 1917 une goélette de Paimpol, le Silène, ex-pêcheur de morues mué en navire charbonnier, fut coulé par un sous-marin allemand au large de Saint-Guénolé.

#### Le raz-de-marée de la nuit du 8 au 9 janvier 1924
Dans la première moitié du XXe siècle, les intempéries n’épargnent pas la presqu'île de Penmarc'h. L'une des calamités les plus spectaculaires, un raz de marée, a lieu dans la nuit du 8 au 9 janvier 1924. De Camaret à Trégunc, l'ensemble du littoral sud-finistérien est touché. L'eau submerge la côte, envahit le Ster de Kérity et les autres marais, inonde la base du phare d'Eckmühl, se répand sur un bon mètre sur les rues de Saint Guénolé. Quatorze bateaux sont perdus ou brisés.

#### L'essor des conserveries et usines d'iode
Durant l'Entre-deux-guerres, le port de Saint-Guénolé connaît un grand développement grâce à l'aménagement de nouveaux quais et à l'installation de conserveries. Contrairement à leurs voisins guilvinistes qui émigrent volontiers vers Quiberon ou Le Croisic pendant la saison estivale, les marins de Penmarc'h sont plutôt sédentaires, pêchant principalement la sardine dans les eaux cornouaillaises.
Vers 1930, neuf conserveries existaient dans le seul port de Saint-Guénolé, sans compter trois usines d'iode.
Yves Buannic évoque les conditions de travail des ouvrières des conserveries à Saint-Guénolé dans la décennie 1930 dans "L'enfant du large" :

« Quand les bateaux arrivaient, il fallait que les sardines soient mises en boîte tout de suite. La corne de brume sonnait donc. Les ouvrières arrivaient à toute heure du jour ou de la nuit. Au début, elles y allaient à pied et, pour ne pas avoir peur la nuit, elles chantaient sur la route. Quand il n'y avait plus de travail ici, chez Cassegrain, Amieux ou les autres, on les envoyait comme du bétail aux Sables-d'Olonne, au Croisic ou à Saint-Jean-de-Luz. Là-bas, les ouvrières logeaient dans des dortoirs. »

#### Le trainbirinik
Cette ligne ferroviaire à voie métrique, qui doit son surnom à un coquillage, le birinik (bernique en breton), déclarée d'utilité publique en 1899, est inaugurée le 4 juillet 1907 ; longue de 18,7 km, elle partait de Pont-l'Abbé et allait jusqu'à Saint-Guénolé, desservant au passage Plobannalec-Lesconil, Treffiagat, Guilvinec, Penmarc'h et Kérity. La ligne était exploitée par la compagnie des Chemins de fer départementaux du Finistère. Environ 50 minutes étaient nécessaires pour parcourir la totalité du trajet à la moyenne époustouflante de... 20 kilomètres par heure ! Après une fermeture temporaire entre 1938 et 1941, le "train Birinik" reprit du service, intégré alors au Réseau breton, et la voie ferrée fut même mise à écartement normal en 1947 pour éviter les transbordements en gare de Pont-l'Abbé, mais n'assurant plus qu'un trafic marchandises, ce qui n'évita pas la fermeture de cette ligne transbigoudène le 20 juin 1963.
Cette ligne joua un rôle important pour la pêche bigoudène et contribua aussi à favoriser l'essor du tourisme en pays bigouden.

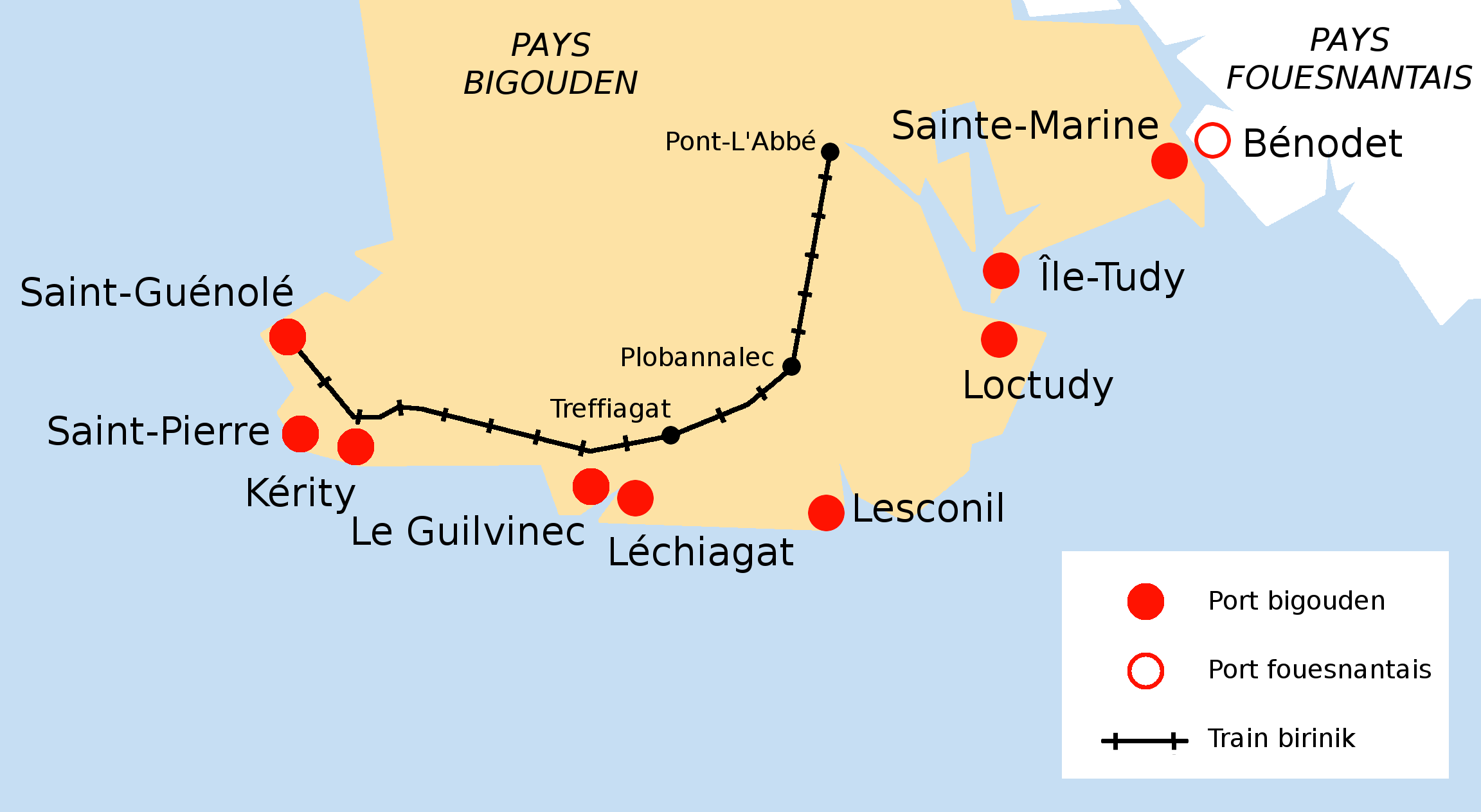
Le tracé du train birinik
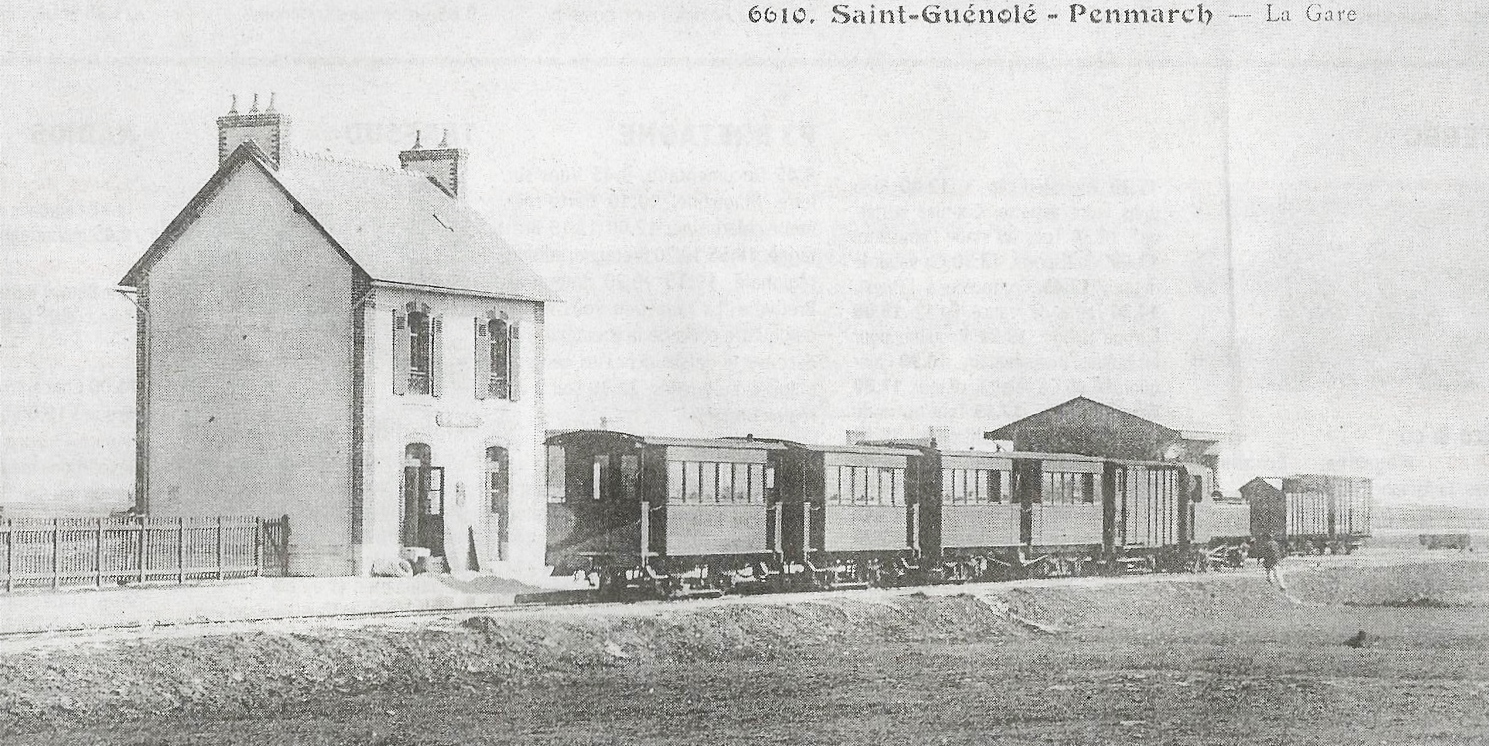
La gare de Saint-Guénolé-Penmarc'h (train birinik)

#### Pendant laSeconde Guerre mondiale

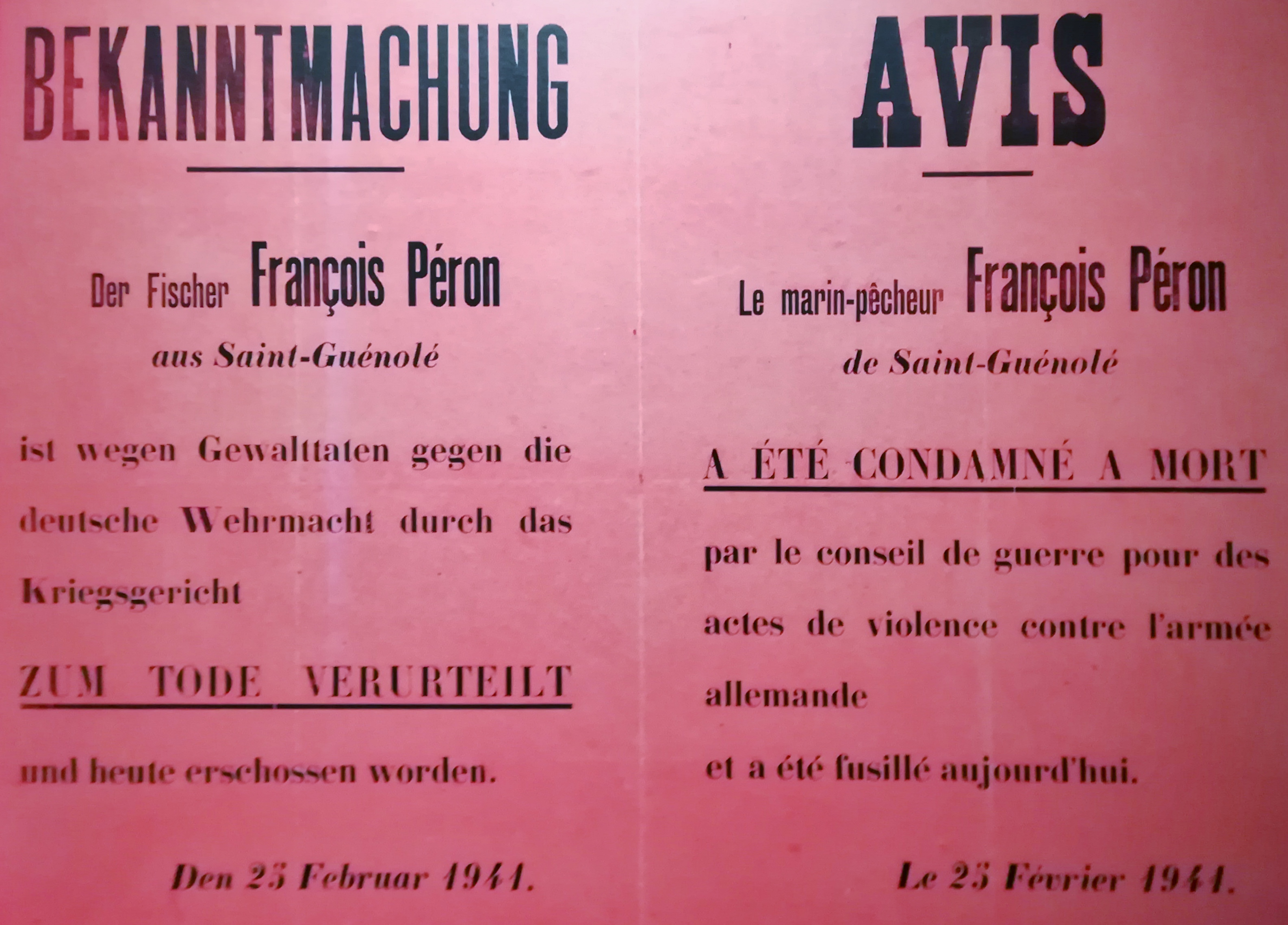
Affiche bilingue allemand et français annonçant la comdamnation à mort et l'exécution de François Péron (Musée de la Résistance en Bretagne).

En 1941, Saint-Guénolé comptait 3 500 habitants, avait 8 usines de conserves, 70 bateaux sardiniers, dix magasins de marée, trois ateliers de mécanique navale.
En 1942, Saint-Guénolé devient une paroisse, la première église paroissiale étant créée dans une ancienne salle de danse, située rue de la Joie, par l'abbé Derven, premier curé de la nouvelle paroisse ; mais la nouvelle église paroissiale Saint-Guénolé ne fut construite qu'en 1954 par le recteur Francis Ricou et son vicaire Henri Cuillandre sur les plans de l'architecte Lachaud de Quimper, ses vitraux furent réalisés par Auguste Labouret et l'autel, en granite et d'un seul tenant, fut taillé à Spézet.
François Péron, marin-pêcheur de Saint-Guénolé, fut condamné à mort pour violences et voies de fait contre des militaires allemands et fusillé le 25 février 1941 au château de Kériolet en Beuzec-Conq.

#### L'après Seconde guerre mondiale
L'Œuvre des Abris du marin achète en 1952 l'ancien abri du canot de sauvetage et y ajoute une maison pour créer le dernier Abri du marin à être fondé. Il ferma en 1973 ; c'est désormais l'immeuble du Crédit maritime.

##### Pêche et conserveries: de la prospérité au déclin
« Quotidiennement le retour des 70 bateaux sardiniers, partis pêcher dès l'aube dans la Baie d'Audierne, s'échelonnait en fonction de l'importance de la pêche de chacun. La plupart rentraient vers 10-11 heures (...). La déclaration de pêche se faisait au local de la Cofica [Comptoir financier des conserves alimentaires] auprès du préposé de la criée qui fixait le prix au kilo et désignait quelles seraient les premières usines réceptrices suivant un tour de répartition accepté par tous ».
« Le spectacle de Saint-Guénolé vu  de la côte était impressionnant avec ses huit cheminées [chaque usine avait la sienne] de 20 à 30 mètres de hauteur;en briques rouges, laissant échapper leur épaisse fumée noire. (...) Une véritable ville industrielle, avec ses mille ouvrières et cent cinquante hommes qui y travaillaient ! À la réception du poisson, les usines actionnaient leurs sirènes pour appeler les femmes de statut saisonnier au travail. (...) Les marins déversaient les caissettes de poisson sur les longues tables d'étêtage (...). Le saumurage du poisson suivait, dans de grands bacs en bois, puis l'engrillage (...), suivi de l'emboîtage ».
Les premiers hangars à poissons sont construits en 1956 à Saint-Guénolé et à Kérity, les criées en 1968 à Saint-Guénolé, en 1972 à Kérity.
Mais les usines fermèrent les unes après les autres, victimes de la concurrence des ports de la côte atlantique française plus méridionaux et étrangère : Saupiquet (91 employés) en 1954, Roussel (87 employés) en 1957, Griffon (145 employés) en 1958, Roger Le Hénaff (135 employés) en 1960, Paul Tirot (137 employés) et Roulland (109 employés) et P. Chancerelle (120 employés) en 1961 ; Rio Le Gall ferma à son tour en 1966 et Amieux en 1969, seules deux, situées à Saint-Guénolé, subsistaient alors : Cassegrain et Lebeaupin (Saupiquet et P. Chancerelle se trouvaient à Kérity, les autres à Saint-Guénolé).
Le 28 mars 1962 le Tante Maria, de Saint-Guénolé, s'éventra sur une roche devant Primelin ; le naufrage fit 5 morts parmi les 7 hommes de l'équipage.

##### Les décennies 1970, 1980 et 1990
Le 13 décembre 1978, un dock caréneur flambant neuf de près de 200 mètres de long, venant de RFA où il avait été construit et se dirigeant vers le Pérou, tiré par deux bateaux, rompit ses remorques en raison du gros temps et vint s'échouer tout près du port de Saint-Guénolé.
En 1999 une conserverie artisanale, l'"Océane Alimentaire", ouvre à Saint-Guénolé, développant une production haut de gamme de produits de la mer.

### LeXXIesiècle
Dans la nuit du 4 au 5 septembre 2014, un fileyeur du Guilvinec de 17 m de long, l'Alcor, chargé de 5,7 tonnes de merlus, s'échoua sur des rochers à 0,4 mille nautique du port de Saint-Guénolé. L'équipage fut recueilli par le bateau de sauvetage Prince d'Eckmühl, lequel parvint à déséchouer le bateau à marée montante dans l'après-midi.
En 2018, la criée de Penmarc'h (Saint-Guénolé) a commercialisé 12 003 tonnes de poissons pour une valeur de 18 739 000 euros. En 2019 7 243 tonnes ont été débarquées.

## Le port de pêche
Le port dispose de 700 m de quai, d'une halle à marée de 4 550 m2 (dont 1 070 réfrigérés) et d'un système de vente informatisé.
En 2012, Saint-Guénolé est le cinquième port de France en tonnage pour les ventes en criée des bateaux français, et le septième en valeur. La production 2012 représente 11 196 t (- 16 % par rapport à 2011) pour une valeur de 24,9 millions € (- 7 %) et pour un prix moyen de 2,23 € le kilo (+ 10 %). Les principales espèces débarquées en 2012 sont :
- la sardine marée - 4 519 t, pour une valeur de 3,2 millions €, à un cours moyen de 0,72 € ;
- la lotte - 974 t, pour une valeur de 4,8 millions €, à un cours moyen de 4,94 € ;
- l'églefin blanc - 875 t, pour une valeur d'1 million €, à un cours moyen de 1,18 € ;
- le cabillaud - 782 t, pour une valeur de 2,2 millions €, à un cours moyen de 2,85 € ;
- le merlu - 683 t, pour une valeur d'1,3 million €, à un cours moyen de 2,04 €[45].

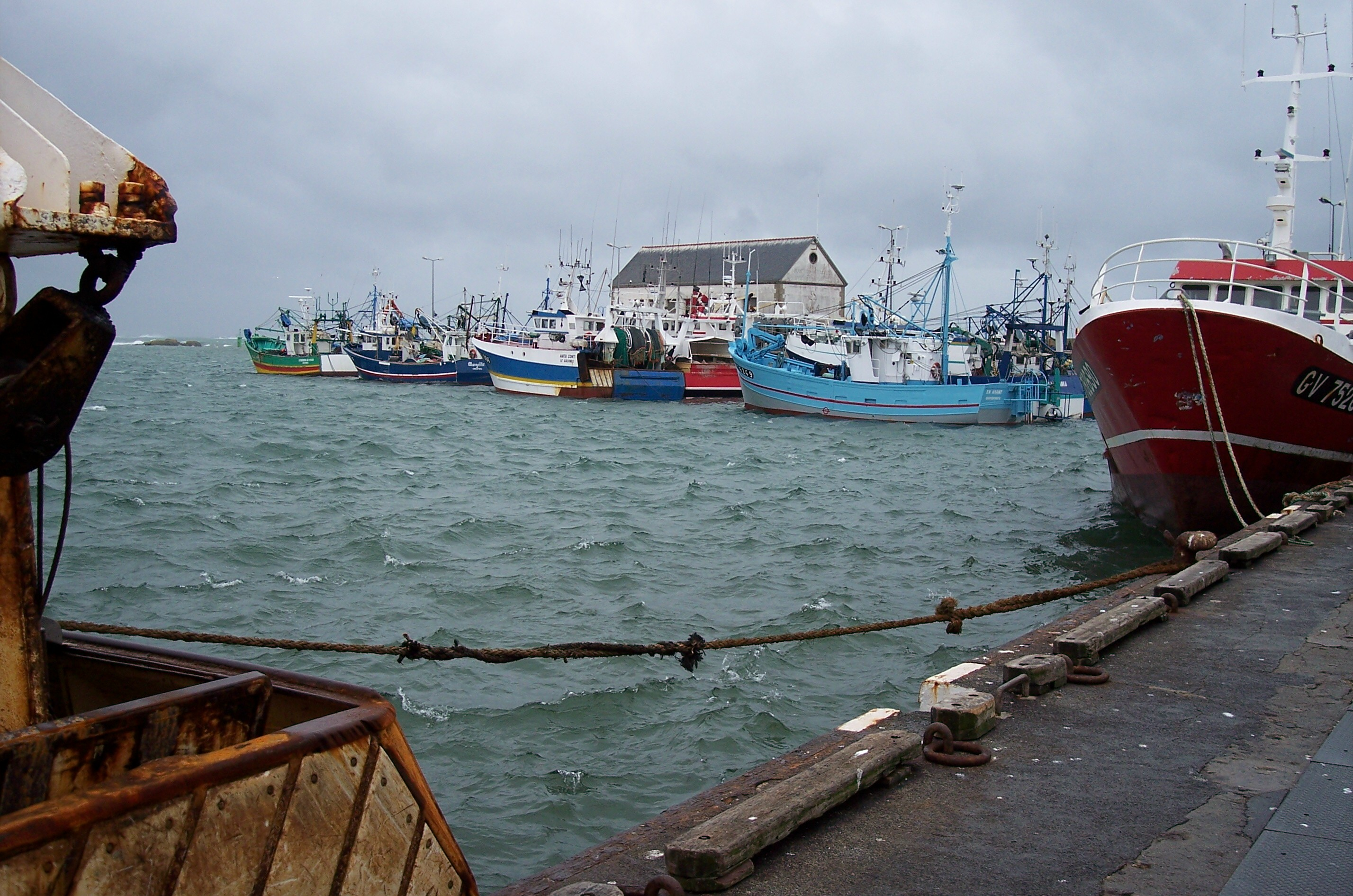
Côtiers et hauturiers à quai dans le port.
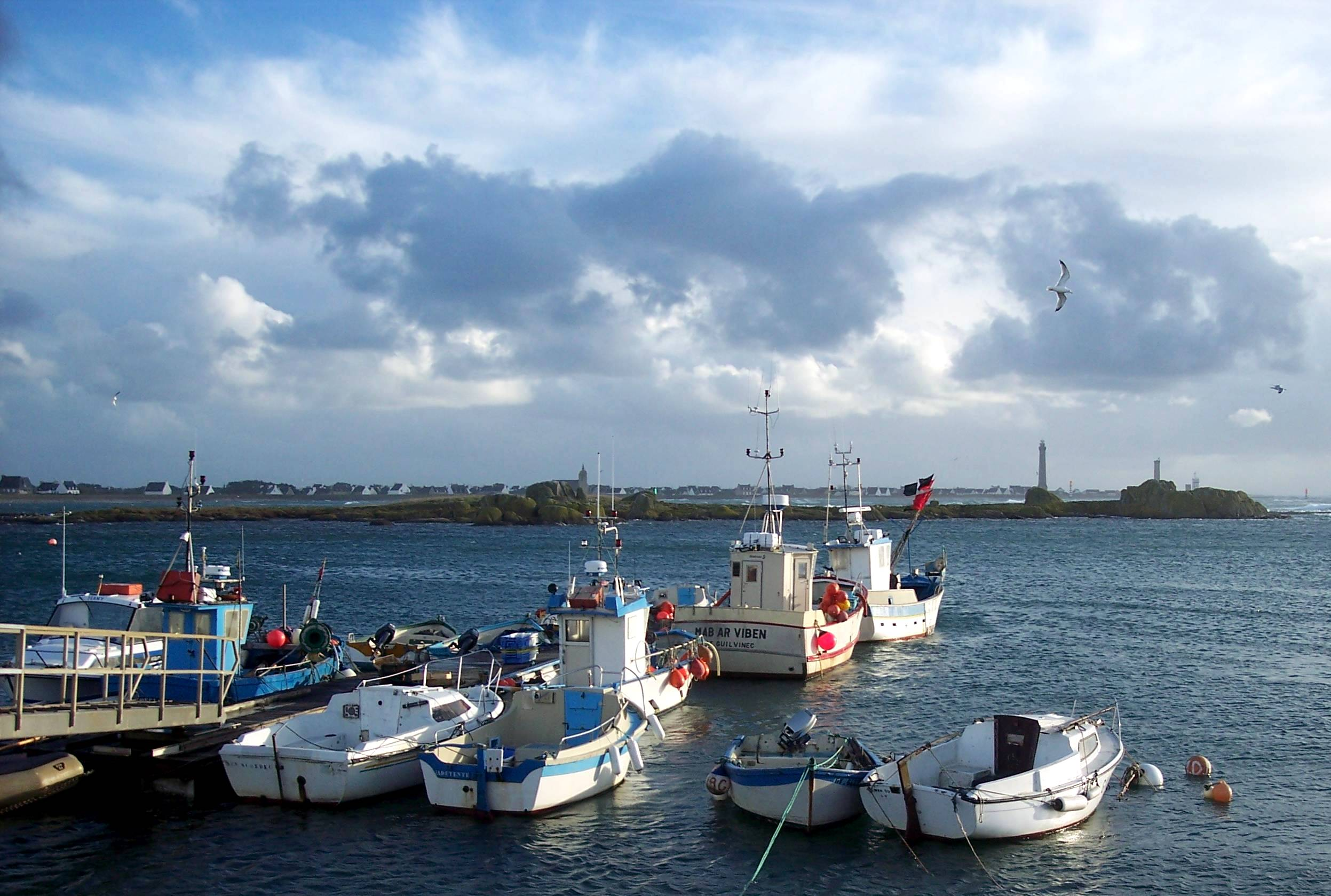
La pointe Saint Pierre de Penmarch avec à gauche le clocher de la chapelle de La Joie et le phare d'Eckmühl à droite.
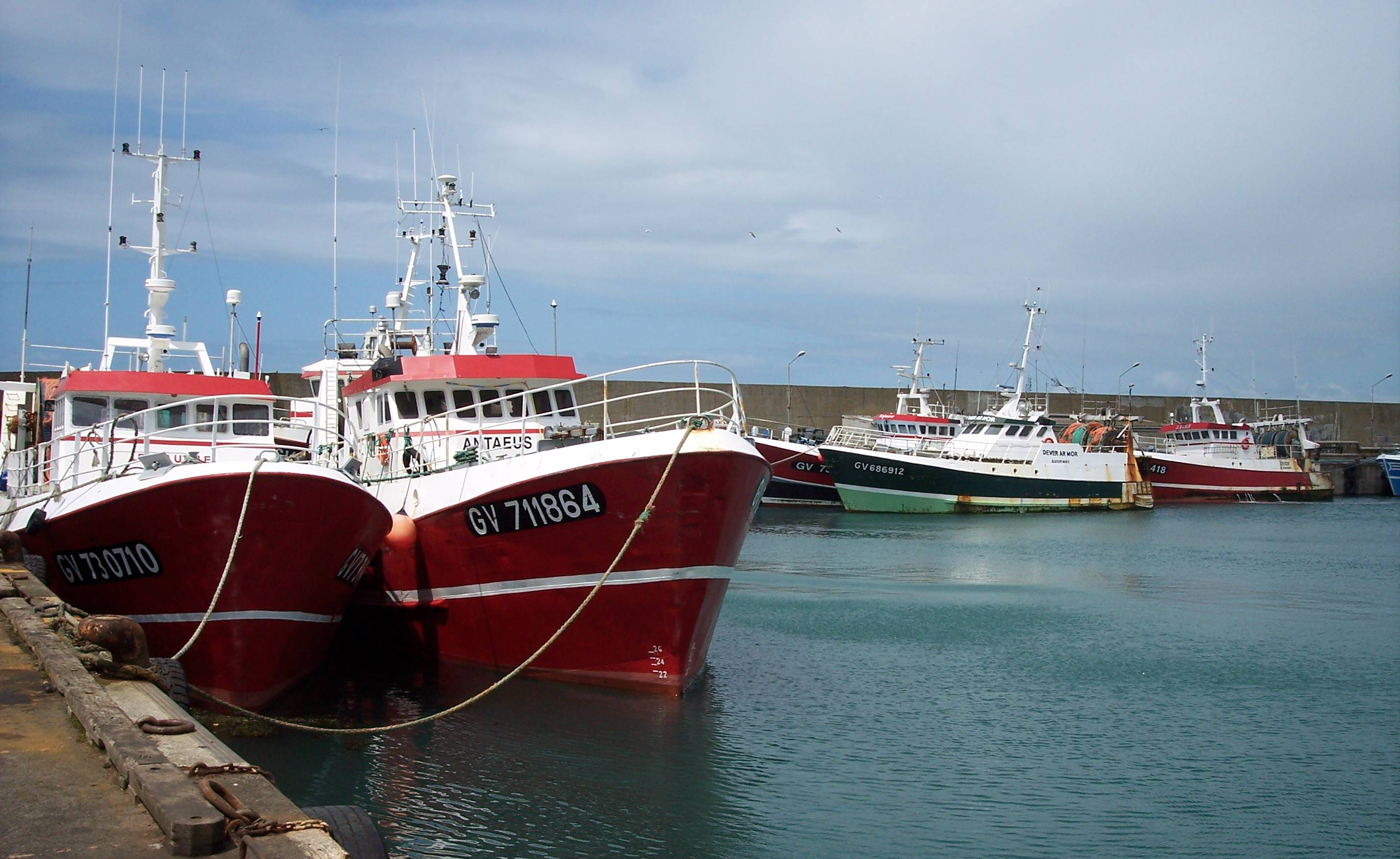
Chalutiers hauturiers à couple dans le port.

En 2020 seulement 4 224 tonnes ont été débarquées sous criée, les apports des bolincheurs (sardines) ayant été divisés par deux.
L'année 2021 est marquée par la mise en service d'un chalutier de 25 mètres « nouvelle génération », à double pont, construit au Danemark, le Danny Finn par l'armement "La Houle" (de Saint-Guénolé) , propriété en partie depuis 2016 de capitaux irlandais ; conçu pour pêcher la lotte, la langouste et les langoustines, sa zone de pêche en zone "Ouest Irlande" et débarquera ses prises à Dingle ou à Douarnenez, mais la pêche sera acheminée à la criée du Guilvinec.
En 2023 6 525 tonnes de poissons (pour une valeur de 10 096 000 euros) ont été débarquées à Saint-Guénolé.

## Lieux et monuments

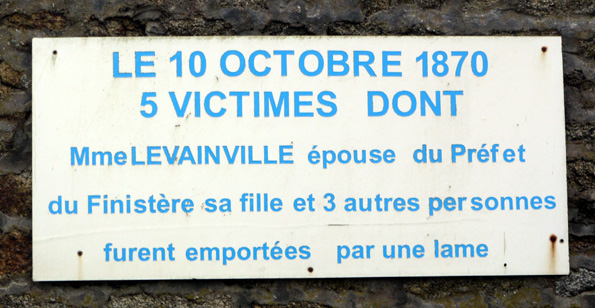
Pancarte posée à proximité des rochers de Saint-Guénolé

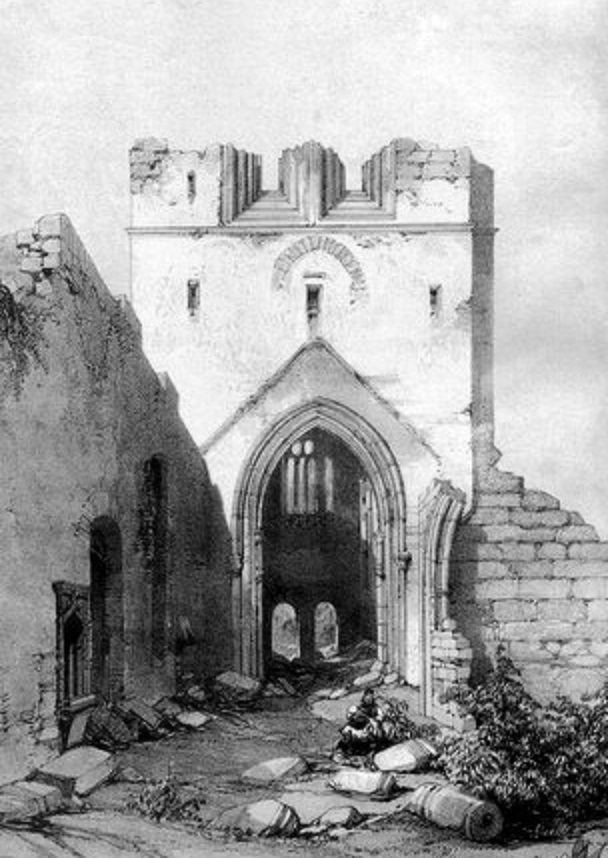
Charles Nodier, Isidore Taylor et Alphonse de Cailleux : La Tour carrée vers 1845 (gravure publiée dans Voyages pittoresques et romantiques dans l'ancienne France, tome Bretagne, publié en 1845)

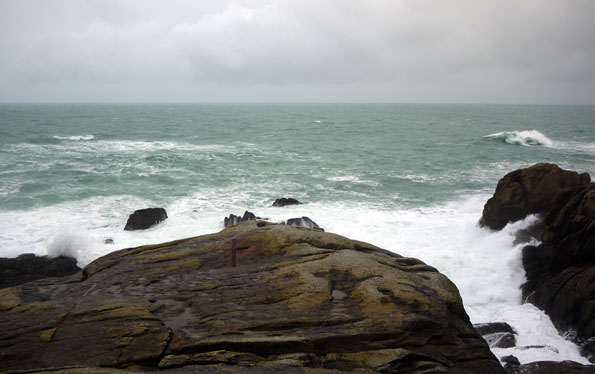
Rochers de Saint-Guénolé, la croix à l’emplacement du drame

- Chapelle Notre-Dame-de-la-Joie et son calvaire, datant du XVIe siècle[49].
- La Tour carrée de Saint-Guénolé, datant du XVe siècle[50]. Elle constitue le vestige d’une église construite en 1490 par les capitaines marchands de Penmarc'h alors au faîte de leur prospérité[51].

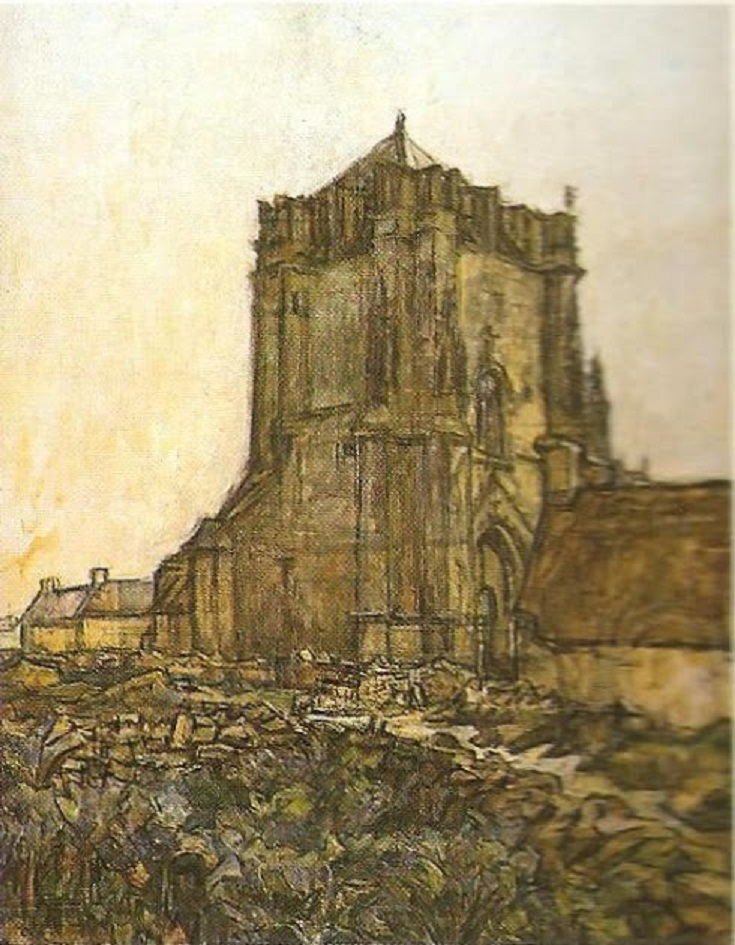
Germain David-Nillet : La Tour carrée

- Le village est aussi célèbre pour ses rochers, dits « rochers de Saint-Guénolé » sur lesquels un drame survint le 10 octobre 1870 en début d’après-midi. Le préfet du Finistère de l’époque, Gustave Levainville, était venu pique-niquer sur le plus haut rocher de Saint-Guénolé en compagnie de son épouse, née Marie-Antoinette Sydonie le Bourdon, sa fille Gabrielle, son neveu Georges Desch ainsi que sa sœur et madame Bonnemaison. Le temps était beau, la mer « calme ». Le drame survint alors que M. le préfet s’entretenait avec l’archéologue Paul du Chatellier dont l’atelier se situait à côté du rocher, où pique-niquait la famille. Malgré les cris d’un enfant « An tarzh ! An tarzh ! » (Une déferlante !) tous les convives furent emportés par la lame de fond[52]. Une croix en fer a été fixée dans le rocher à l’emplacement du drame. Un panneau, posé à proximité, relate l’accident afin de sensibiliser les visiteurs au danger du site.

## Tableaux
De nombreux peintres ont représenté Saint-Guénolé ; parmi eux, la liste restant incomplète :
- Charles-François Daubigny : La Tour carrée et le calvaire de Saint-Guénolé
- Germain David-Nillet : La Tour carrée
- Émile Simon : La récolte des goémons à Saint-Guénolé[54]
- Henry Moret : Saint-Guénolé-Penmarc'h
- Georges Fourrier, dit Géo-Fourrier (1898-1966) : Le brûleur de goémon à Notre-Dame de la Joie (on n'y voit pas la chapelle de la Joie, mais la Tour Carrée en arrière-plan), gouache, 1936, vendue 2 150 € à l'hôtel des ventes Bretagne-Atlantique de Quimper en 2013[55] ; Saint Guénolé : le sonneur de bombarde (1927, bois gravé, 20 x 20 cm, collection particulière)[56] ; La fumée du goémon, 1926, gouache, 20 x 19,8 cm, Musée départemental breton de Quimper ; La Tour carrée à Saint-Guénolé (1940)[57].
- Germain David-Nillet : La Tour Carrée (huile sur toile, collection municipale, Locronan)
- Lucien Simon : Luttes à Saint-Guénolé vers 1898 (1898, musée des beaux-arts de Brest)[58] ; Procession à Penmarc'h (1900, musée des beaux-arts de Brest) ; Les baigneuses de Saint-Guénolé (1913).
- Henri Barnoin : Marché breton (huile sur toile, 81.3 × 99,7 cm, collection privée)
- Lucien-Victor Delpy : Saint-Guénolé : Notre-Dame de la Joie (gouache, 48 x 63 cm, collection privée)[59]
- André Dauchez : Port près de Saint-Guénolé[60]
- Gaston de Latenay : De retour de Saint-Guénolé
- Georges Gobo : La Tour carrée (eau-forte parue en 1912 dans un magazine américain).
- Albert Huyot : La mer à Saint-Guénolé, huile sur toile de 1907.
- Jean-Julien Lemordant : Bretonnes sur la grève (aquarelle et gouache sur papier, 53,5 x 64 cm, Musée des beaux-arts de Rennes) ; Procession (1904, huile sur carton, 40 x 48 cm, collection particulière).

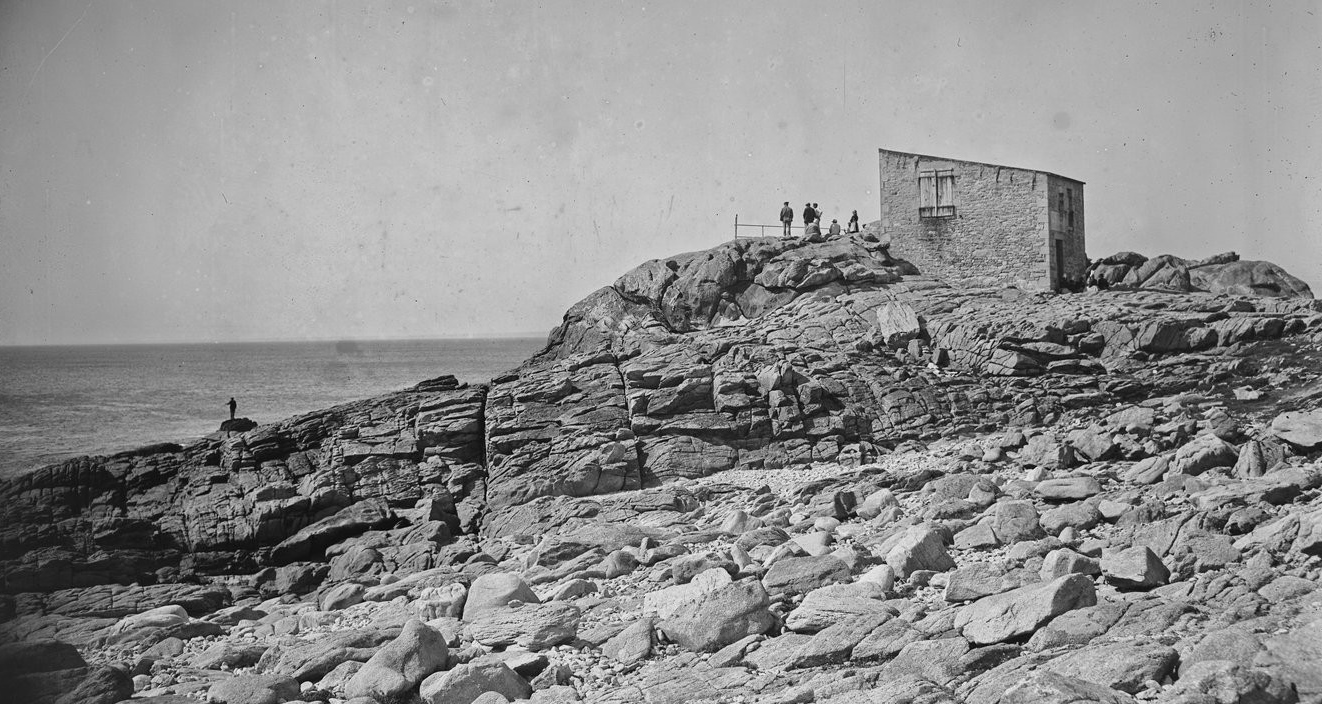
L'ancien atelier du peintre Jean-Julien Lemordant à Saint-Guénolé (Penmarc'h) , photographie Agence Rol (1923).

- Maurice Ménardeau : Saint-Guénolé[61]
- Mathurin Méheut : La Tour Carrée 'gravure, 31 x 38,5 cm, Musée bigouden, Pont-l'Abbé)[62] ; Les vanneurs près de la Tour Carrée de Saint-Guénolé (huile sur toile, 1939, 95 x 135 cm, collection particulière) ;  Brodeuses dans le vieux Saint-Guénolé (1919); La chapelle au calvaire[63], etc.
- Pierre de Belay : Au bal de Saint-Guénolé (1939)
- Edmond Ceria : Le port de Saint-Guénolé-Penmarc'h ; Devant la Tour carrée[64]
- Emmy Leuze-Hirschfeld : Marché à Saint-Guénolé[65]
- Ernest Guérin : Femmes accomplissant leurs vœux à Saint-Guénolé ((aquarelle sur papier, 24x46 cm, 1912, Musée départemental breton, Quimper)[66].
- Ernest Guérin : Bigoudènes devant la Tour carrée, Saint-Guénolé, Penmarc'h (gravure sur bois, non daté).

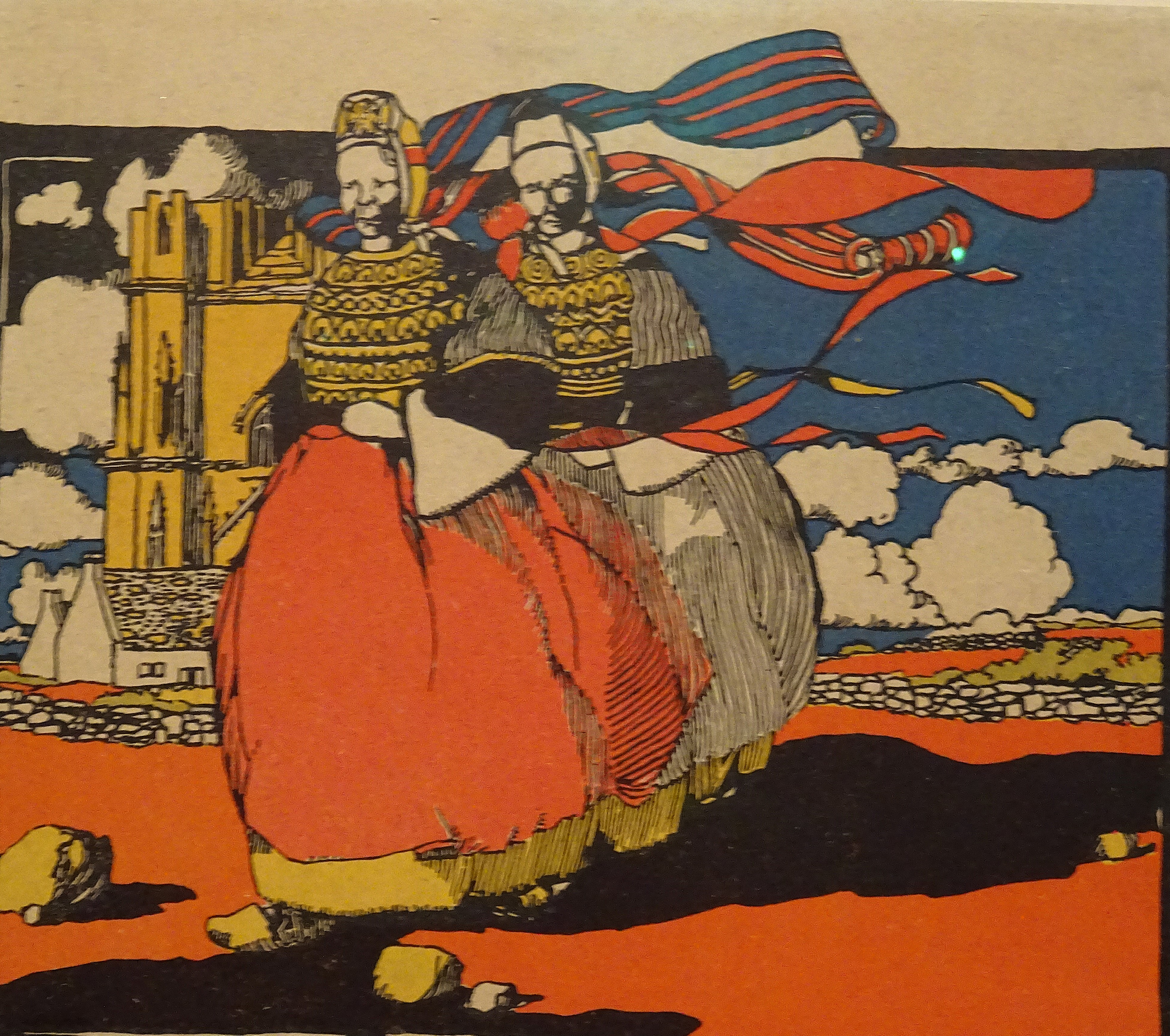
Ernest Guérin ː Bigoudènes devant la Tour carrée, Saint-Guénolé, Penmarc'h (gravure sur bois, non daté).

- Robert Delaunay : La Tour carrée à  Saint-Guénolé (1905, huile sur toile, Musée des beaux-arts de Brest)[67]
- Éric Floch (petit-fils du peintre Lionel Floch), décédé en août 2012 âgé de 57 ans au port de Saint-Guénolé[68] où il vivait depuis 1990[69].
- Jean Bazaine : Peinture à l'huile sur toile, 27 x 22 cm, signée Bazaine, Saint-Guénolé, 1960[70] ; Maisons à Saint-Guénolé (1946)[71]
- Robert Humblot : Phare à Saint-Guénolé (1956)[72] ; Marée basse à Saint-Guénolé (1959)[73]

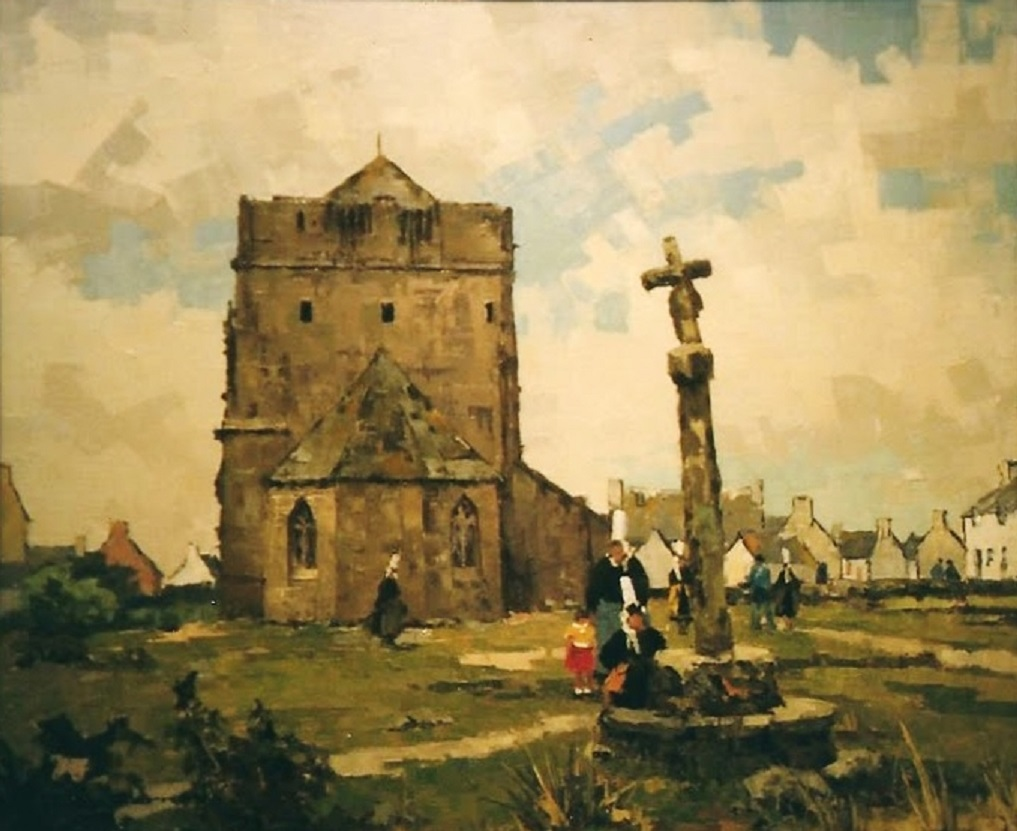
Charles-François Daubigny : La Tour carrée et le calvaire de Saint-Guénolé
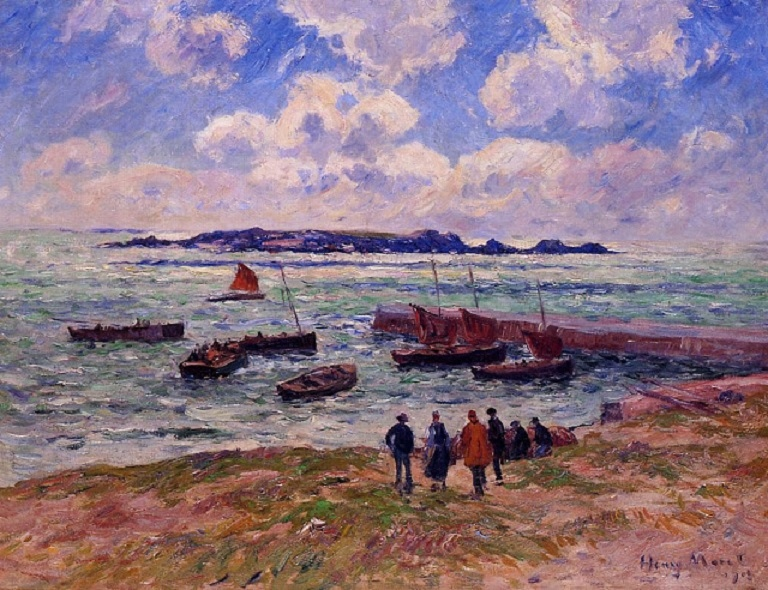
Henry Moret : Saint-Guénolé-Penmarc'h (1908)
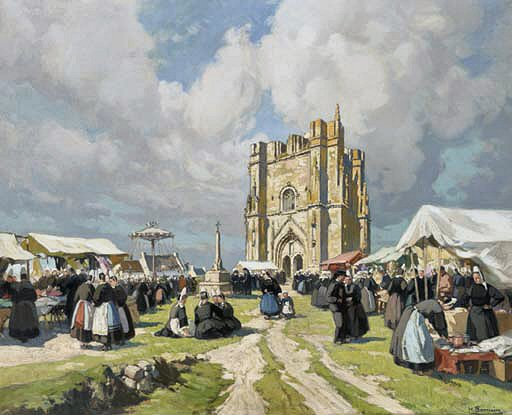
Henri Barnoin : Marché breton (huile sur toile, 81.3 × 99,7 cm, collection privée)
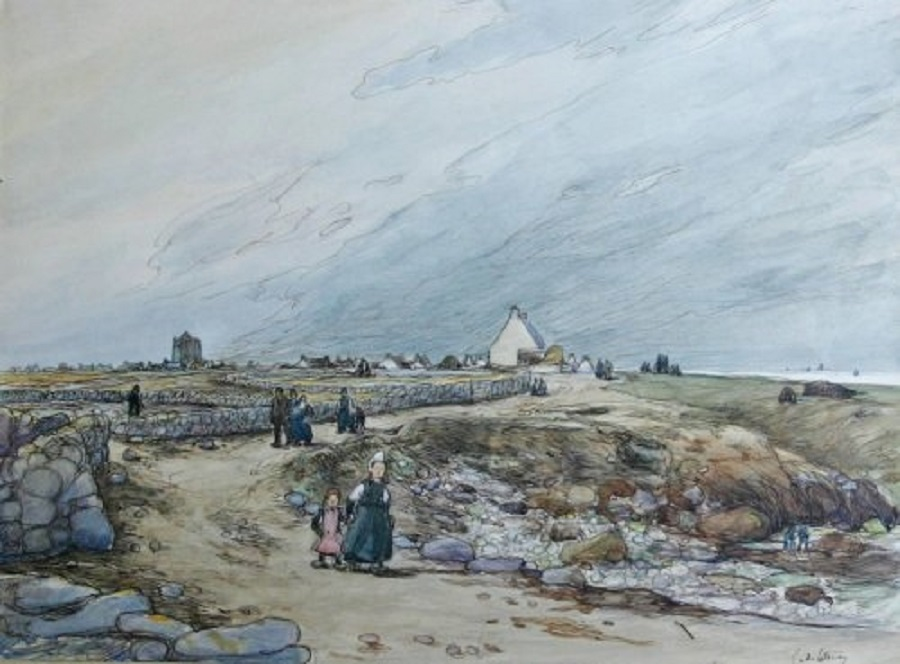
Gaston de Latenay : De retour de Saint-Guénolé

Un site Internet présente de nombreux tableaux représentant Saint-Guénolé.

### Littérature
- Auguste Dupouy a décrit Saint-Guénolé dans Souvenir d'un pêcheur en eau salée, Paris, éditions Arthaud, 1953